# مطبخ أوروغواي
مطبخ أوروغواي هو مزيج من المأكولات من العديد من الدول الأوروبية، مع التركيز بشكل خاص على مطبخ البحر المتوسط من إسبانيا وإيطاليا والبرتغال وفرنسا. من المحتمل أن تكون التأثيرات المحتملة الأخرى على المطبخ قد نجمت عن الهجرة من بلدان مثل ألمانيا وبريطانيا. ويعد الطعام مشابه جدًا للمطبخ الأرجنتيني. يعد فن الطهو في الأوروجواي هو نتيجة للهجرة، بدلاً من المطبخ الأمريكي الهندي، لأن المستعمرات الجديدة لم تثق في شعب شريّا الأصلي. تظهر التأثيرات الإسبانية بشكل وفير للغاية: الحلويات مثل تشيروس (معجنات على شكل أسطوانات، وعادة ما تكون المقلية، تحشى في بعض الأحيان بdulce de lecheo)، فلان،(الخبز الكاتالوني الحلو)، وجميع الفواخر تم إحضارها من إسبانيا. هناك أيضًا جميع أنواع الحساء التي تُعرف باسم guisos أو estofados ، الشقوق (أطباق الأرز مثل الباييلا)، والفابادا (يخنة الفاصوليا الأستورية). كل من guisos و pucheros التقليدية (يطبخ) هي أيضا من أصل إسباني. يعود تحضير أطباق أوروغواي من الأسماك، مثل سمك القد المجفف (bacalao)، كالاماري، والأخطبوط، متأثرا من مناطق الباسك والجاليكية، وكذلك البرتغال. نظرًا لتقاليدها الإيطالية القوية، حيث أن جميع أطباق المعكرونة الإيطالية الشهيرة موجودة في أوروجواي بما في ذلك الرافيولي، اللازانيا، التورتيني، فيتوتشيني، والنوكي التقليدية. على الرغم من أنه يمكن تقديم المعكرونة مع العديد من الصلصات، إلا أن هناك صلصة خاصة واحدة تم إنشاؤها بواسطة أوروغوايين. صلصة كاروسو هي صلصة المعكرونة المصنوعة من كريمة مزدوجة واللحوم والبصل ولحم الخنزير والفطر. وتحظى بشعبية كبيرة مع sorrentinos و agnolotti. بالإضافة إلى ذلك، هناك تأثير الألمانية في المطبخ أوروغواي، وخاصة في الأطباق الحلوة. المعجنات المعروفة باسم bizcochos هي جرمانية في الأصل: الكرواسان، والمعروفة باسم medialunas ، هي الأكثر شعبية من المعجنات، ويمكن العثور عليها في نوعين: الزبدة والقشدة. الألمانية أيضا في الأصل هي اللغة البرلينية المعروفة باسم bolas de fraile («كرات الراهب»)، والقوائم المسماة piononos. تم إعادة تعميد الحقائق بأسماء محلية بالنظر إلى علم الأصوات الألماني الصعب، وعادة ما يتم تعميمها على أوروغواي عن طريق إضافة ملء دولسي دي ليتشي. حتى الأطباق مثل chucrut (مخلل الملفوف) تحولت أيضًا إلى أطباق أوروجواي رئيسية.
يعتمد النظام الغذائي في البلاد بشكل أساسي على اللحوم والمنتجات الحيوانية: في المقام الأول لحوم البقر ولكن أيضا الدجاج والضأن والخنزير وأحيانا الأسماك. لا تزال طرق الطهي المفضلة للحوم والخضار هي السلق والشوي، على الرغم من أن التحديث شائع في القلي (انظر الميلاناس وشيفيتوس). على النقيض الآخر، يتم تقديم القمح والفواكه بالقلي عمومًا (تورتا فريتا وباستيل)، معبأ (رابادورا وتيشولوس دي موز)، وأحيانًا بالخبز (روسكا دي تشاخرونيس)، وهو أسلوب عصري جديد. لحوم الطرائد تأتي من موليتاس و carpinchos. يشيع استخدام الثمار الإقليمية مثل البوتيا والبيتانغا في توابل القناص، إلى جانب الكينوتوس والنيسبيرو.
على الرغم من أن أوروغواي بها نباتات وحيوانات غزيرة، باستثناء يربا ميت، إلا أن معظمها لا يزال غير مستخدم. [ تقدم أطباق أوروغواي دائمًا مع الخبز الطازج، bizcochos والتورتاس fritas أمر لا بد منه للشرب زميله («تومار إل ميت»). ماتي هو المشروب الوطني. توضع الأوراق المجففة وأغصان نبات يربا ميت (Ilex paraguariensis) في كوب صغير. ثم يتم سكب الماء الساخن في قرع أسفل نقطة الغليان، لتجنب حرق الأعشاب وإفساد النكهة. يتم شرب الشراب من خلال قش معدني أو قصب، والمعروف باسم قنبلة. والنبيذ هو مشروب شعبي أيضا. المشروبات الروحية الأخرى المستهلكة في أوروغواي هي قانا، غرابا، غرابا مملوءة بالليمون، وغرابيميل (سائل عسل غرابا). Grappamiel تحظى بشعبية كبيرة في المناطق الريفية، وغالبا ما تستهلك في فصلي الخريف والشتاء البارد لتدفئة الجسم.
الحلويات الشعبية هي مربى ميمبريللو ودولسي دي ليتشي، المصنوع من الحليب المكرمل. يتم استخدام معجون حلو، dulce de leche ، لحشو البسكويت والكعك والفطائر والميلوجاس والفاخوريس. الفاخوريس عبارة عن بسكويت شورتبريت ملتحمه ببعضها البعض على شكل شطائر صغيرة بواسطة معجون فواكه. يستخدم Dulce de leche أيضًا في flan con dulce de leche.

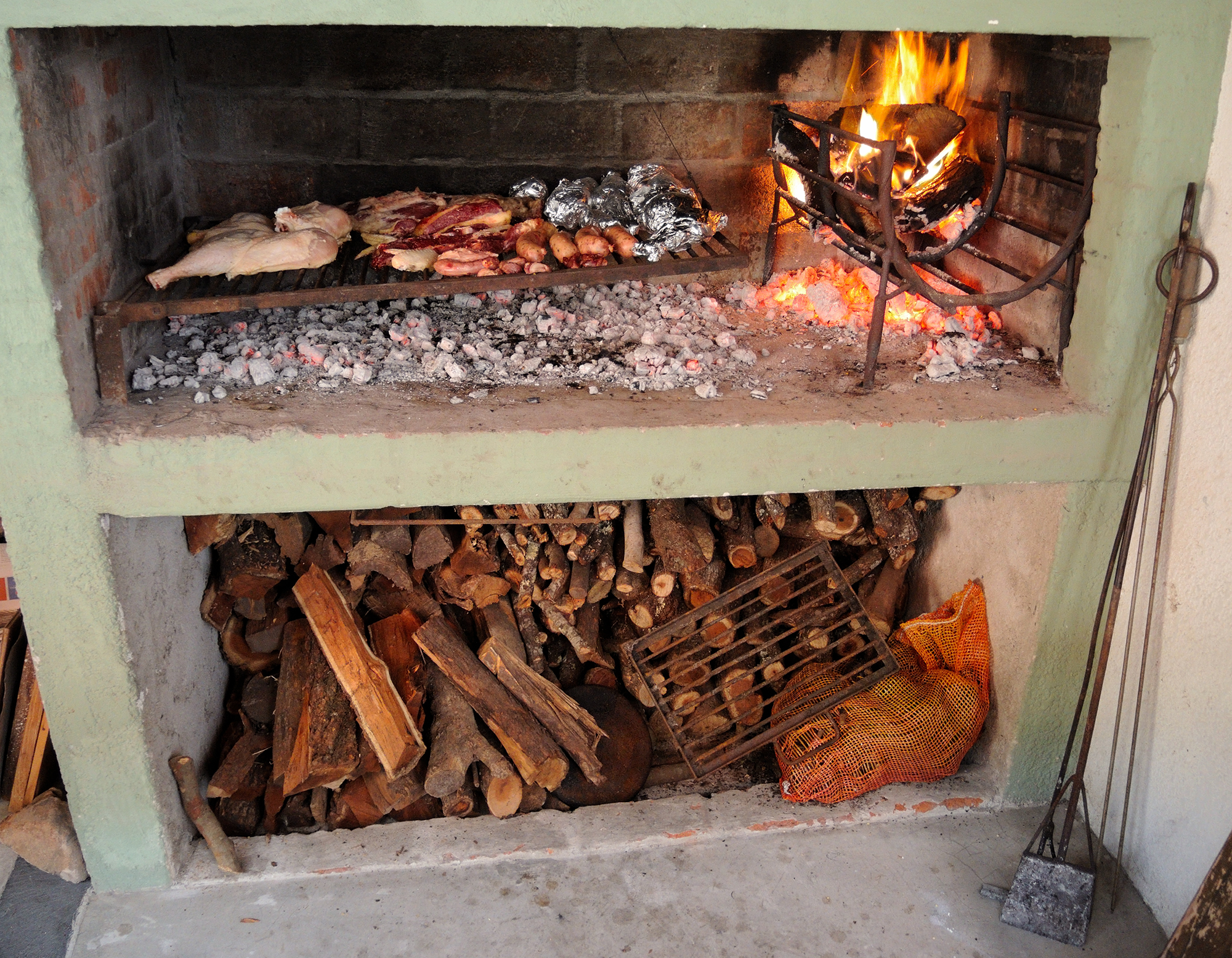
أسادو مشوي

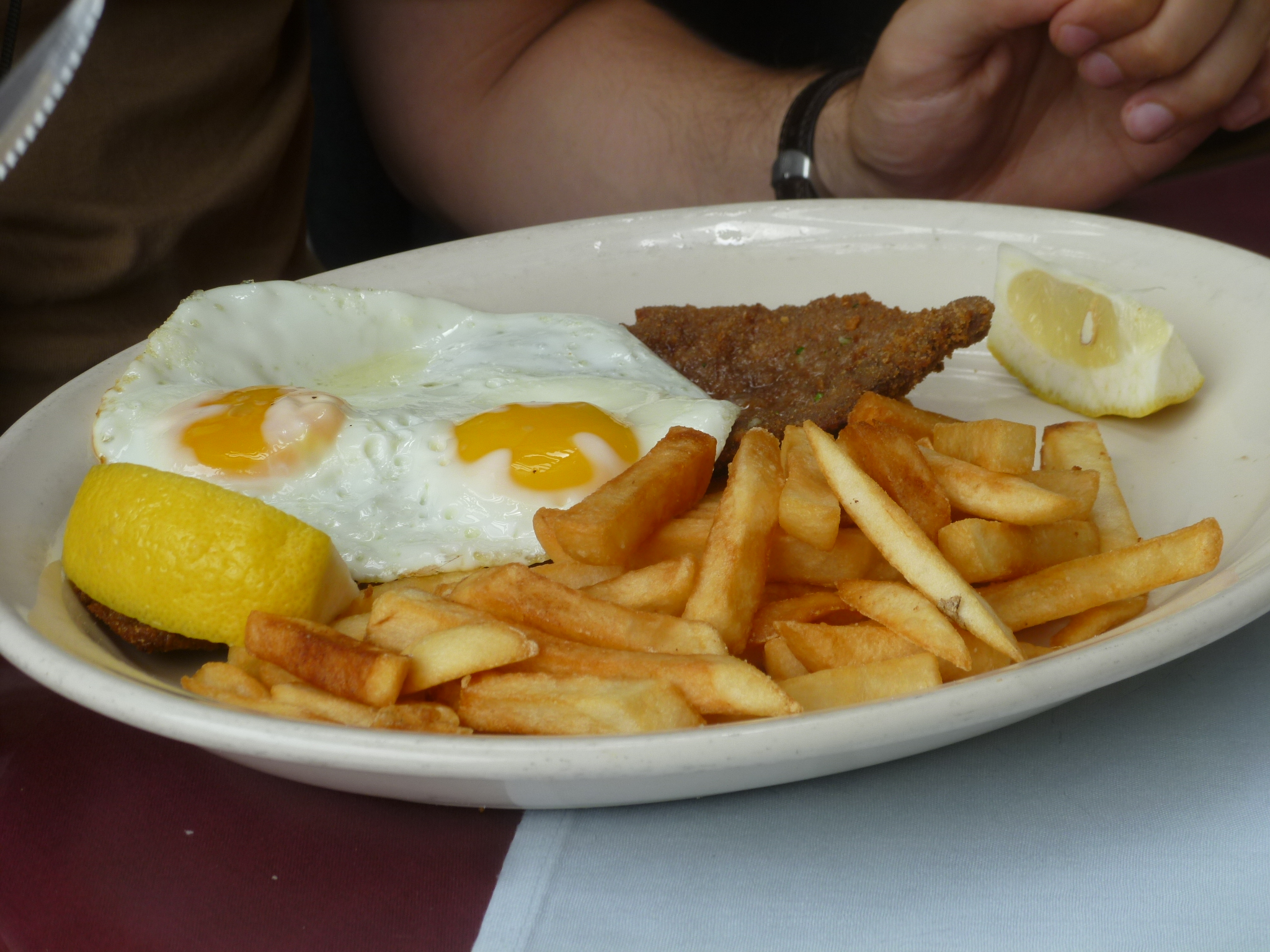
ميلانيسا

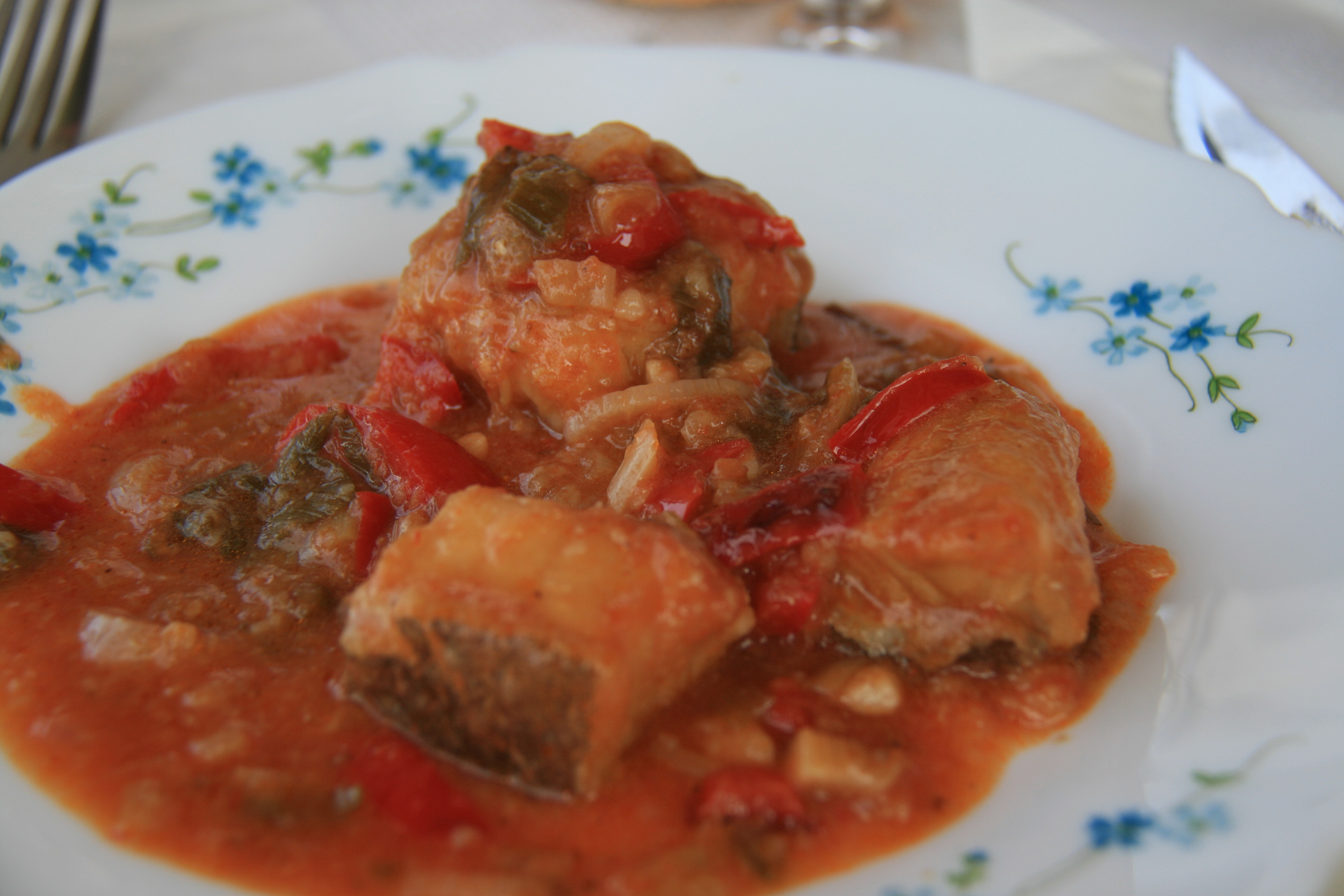
يقدم الباكلاو عادة في عيد الفصح

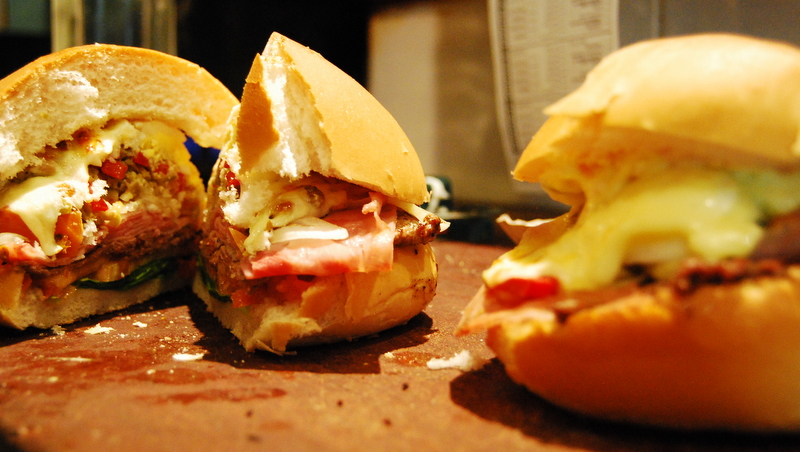
شطيرة التشيفيتو مكونة من الخص، الطماطم، شريحة رقيقة من لحم الفيليه، لحم مقدد، خنزير، مشروم، زيتون، موتزاريلا، بصل، بيض، ثوم بالإضافة لصوص المايونيز في خبز لا يحتوي على سمسم

## أطباق شائعة
- أسادو: مصطلح تقليدي يستخدم لتقنيات واسعة لشواء اللحم على الفحم (ويترجم المصطلح في اللهجة الأمريكية الإنجليزية لكلمة باربكيو).
- تشيفيتو: هي عبارة عن شطيرة تحتوي على شرائح اللحم، ولحم الخنزير، الجبن، الطماطم، الخس، وصوص المايونيز.
- تشوربيان: من أشهر أطباق االوجبات السريع في الأورجواي - وهي عبارة عن تشوريزو مع خبز مقرمش مثل خبز فرنسي، غاليا ما تقدم مع صوص التشيميتشوري.
- إمبانادا: فطيرة صغيرة أو ترن أوفر، غالبا ما تكون محشوه باللحم، مثلا لحم الخنزير والجبن.
- إمبانادا جالايجا: فطيرة سمك، مع الصوص، والبصل، والفلفل الحلو. وقد تم إحضاره بواسطة المهاجرين من جليقية.
- فاينا: مزيج من دقيق الحمص والملح والماء وزيت الزيتون، الذي كان يطلق عليه في الأصل "farinata"، مطبوخًا مثل البيتزا على صينية مسطحة. جلبه مهاجرون من ليغوريا (إيطاليا)
- بانتشو: وهي طريقة التقليدية لتناول الهوت دوج في أوروجواي- حيث يتم حشو الفطيرة التي يطلق عليها "pan de vienna" بالهوت دوج بالإضافة إلى الماسترد، الكاتشب، المايونيز أو صوص الsalsa golf على السطح.
- يتم تناول Gnocchi (المعروف باسم "ñoquis") بشكل تقليدي في اليوم التاسع والعشرين من كل شهر. حيث أنه اليوم الذي يسبق يوم قبض الراتب، وحيث يكون الناس قد قاموا بصرف معظم راتبلهم. فتتميز وجبة جنوكتشي بأنها رخيصة ومشبعة. في هذه المناسبات، يترك بعض الناس عملة معدنية أو ورقة نقدية أسفل الطبق كاغتقاد لجذب الرخاء في حياتهم.
- هانجارا: يشبه إلى حد بعيد الهوت دوغ، لكنه حار جدا.
- ميلانيسا: شريحة من الستيك المغطى بقشرة من الخبز المطحون. تتوفر منه أنوا متعددة، مثل: النابوليتانا ميلانيسا، ريلينا ميلانيسا، والسوبريم ماريلاند.
- لحم بعجين: طبق من المطبخ الأرميني، أحضره المهاجرون الأرمن.
- باسكولينا: فطيرة سلق سويدي، مكونة من عجينة بف بستري في الأسفل والأعلى، محشوة بسلق سويدي موسمي وبيض. تشير كلمة باسكولينا إلى كلمة باسكو (الفصح).
- باستيل دي كريم: تعني في الإنجليزية: فطيرة اللحم. لحم مفروم، بطاطس مفرومة، فلفل أخضر، زيتون، وبيض.
- سلطة روسية: مكونة من البطاطس، الجزر، بازلاء ومايونيز.

تم تضمين البيتزا (تنطق محليا بيزا أو بيتسا)، بشكل كامل في مطبخ أوروغواي، وتشبه طريقة تحضيرها في مطبخ أوروغواي الكالزوني الإيطالية كما قدمها الجدود الإيطاليون . تشمل البيتزا التقليدية في أوروغواي بيتزا rellena (البيتزا المحشوة) والبيتزا por metro (البيتزا بالمتر) والبيتزا a la parrilla (البيتزا المشوية). في حين أن البيتزا أوروغوايية مستمدة من المطبخ النابولي، فإن الفوجازا الأوروجوايانية (fugazza) تأتي من focaccia xeneise (جنوة)، ولكن على أي حال تختلف طريقة تحضيرها عن نظيرتها الإيطالية، وإضافة الجبن لتحضير طبق (fugaza con queso أو fugazzeta) بدأت في الأرجنتين أو أوروغواي.
.غالبًا ما يتم تقديم البيتزا المقطعة إلى جانب الفاينا، المصنوعة من دقيق الحمص وتخبز مثل البيتزا. على سبيل المثال، من الشائع تناول المعكرونة مع الخبز الأبيض («الخبز الفرنسي»)، وهو أمر غير معتاد في إيطاليا. يمكن تفسير ذلك بانخفاض تكلفة الخبز، وأن باستا أوروغواييتم تقديمها مع كمية كبيرة من صلصة التوكو (في الإيطالية: عصير السوكو)، مصحوبًا بالإستوفادو (الحساء). يتم تناول الباستا مع صلصة البيستو بشكل أقل شيوعا، وهي عبارة عن صلصة خضراء مصنوعة من الريحان، أو السالسا بلانكا (صلصة البشاميل). خلال القرن العشرين، كان الناس في مطاعم البيتزا في مونتيفيديو يشترطون عادة «مجموعة كومبو» من موسكاتو، وهو كوب كبير من نبيذ حلو يسمى (المسكات)، بالإضافة إلى قطعتين مكدستين (الجزء السفلي هو البيتزا وأخرى فاينا العليا). على الرغم من أن البيتزا والفاينا كلاهما إيطاليان، إلا أنهما لا يقدمان معًا في إيطاليا.
البولينتا طبق من شمال إيطاليا وهو شائع جدا في جميع أنحاء أوروغواي. على عكس إيطاليا، يتم تناول دقيق الذرة هذا كطبق رئيسي، مع الصلصة والجبنة الذائبة.

## التاريخ
يمكن إرجاع أصول مطبخ أوروغواي الحالي إلى اقتصاد الكفاف الذي تبناه الغاوتشو، واستدامته في زراعة الكفاف التي زرعها الأسبان والكريولوس في بداية الاستعمار الأوروبي. لم تبقى الشعوب الأصلية في مكان واحد، واستخدمت أوروغواي كميناء بعيد، مع عدد قليل من التوغلات لصيد الكنوز.
تشكلت المؤسسة الدائمة الوحيدة في ذلك الوقت من قبل الرهبان الفرنسيسكان وكانت موجودة في الأراضي التي تنتمي الآن إلى البرازيل وتسمى Misiones ، لأن مهمتهم هناك كانت لتنصير الشعوب الأصلية. بدأ هناك تقليد خلال هذا الوقت، حيث قام الرهبان بتخمير المشروبات مع أوراق اليربا والذي اعتاد شعب الغواراني اعلى مضغه.
تم تقديم الماشية بعد ذلك بواسطة Hernando Arias de Saavedra.
جاءت المجموعة الأولى من المهاجرين من عائلات فقيرة من بوينس آيرس وجزر الكناري، إلى جانب الإمباناداس والكوكيدوس. تم بيع كل شيء من pulperias التي كانت على حد سواء مخازن وبارات.
جاء تقليد أسادو مع الغاوتشو الذين عاشوا في البلاد، اتخذت أحفاد تلك العائلات الأولى التي لا تملك الأرض أو المنزل، مداهمة الماشية كأسلوب حياة لهم.
أضيف التأثير البرتغالي والبرازيلي أيضًا خلال الاستعمار البرتغالي. وتم دمج الفيجوادا في بقية الأكلات والطبخات الأخرى.
كان الطعام بدائيًا واستند إلى التقاليد الإسبانية حتى فترة الهجرة في نهاية القرن التاسع عشر وبداية القرن العشرين، عندما كانت العائلات الأولى تأتي غالبا من إيطاليا وإسبانيا. ازدادت الهجرة في أعقاب الحرب العالمية الأولى والحرب العالمية الثانية، عندما جاء أشخاص من جميع أنحاء أوروبا والشرق الأوسط إلى أوروغواي، بما في ذلك أشخاص من ألمانيا وروسيا وإيطاليا وأرمينيا. أثرت هذه الهجرة على استيراد الأطباق بشكل قوي، حيث أدت إلى ظهور أطباق موجودة حاليا كالمعكرونة والسلطة الروسية وأنواع لا تحصى من المعجنات من فرنسا وألمانيا، نتجت عن ظهور الشاجا وأطعمة شعبية أخر.
لم تستخدم الزبدة على نطاق واسع حتى خمسينيات القرن العشرين، حيث استخرجت المواد الدهنية الشائعة من الماشية وليس من الحليب. وأدخلت الزبدة للعديد من المنتجات المكررة مع بداية استخادها إلى إدخال الزبدة في المزيد من المنتجات المكررة.
لقد مر مطبخ أوروغواي بالعديد من التغييرات على مر العصور وما زال يمر حتى اليوم. وقد أدى تصدير اللحوم إلى جعل تحضير الأسادو أكثر صعوبة، ولا يبدو أن الحكومة مهتمة بحماية ارتفاع سعر اليربا.
بالنسبة للطعام اليومي، يتم استبدال Milanesas بـ panchos ، ويتم استبدال croquetas بالبيتزا، وأصبح guiso de lentejas أكثر شيوعًا من puchero أو feijoada.

## المقبلات والأكلات الخفيفة

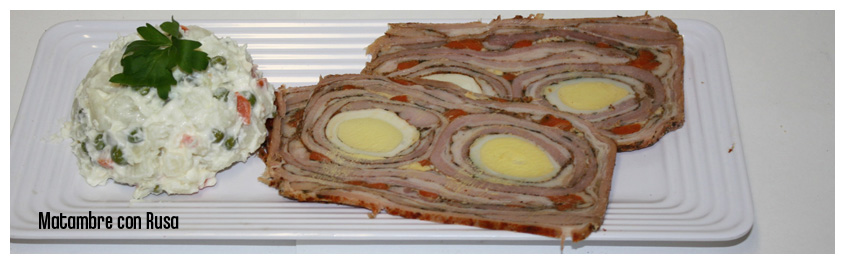
Matambre relleno مع السلطة الروسية

في مطبخ أوروغواي، هناك قائمة كبيرة الأطباق التي يتم تضمينها في فئة المقبلات والأكلات الخفيفة، وأكثرها مثالية هي البيكادا، وربما تنحدر من المقبلات الإسبانية وهي التاباس، وكما هو الحال بالنسبة للطعام اليومي هناك أيضا matambre relleno و lengua a la vinagreta.

### أبريتيف
تشمل المشروبات الروحية المنتجة في أوروغواي غرابا وكانا. grappa يعتبر apéritif ممتازة، والكنيسة تعتبر المسكرات. يحتوي الخمور المصنوع من القهوة على نوعيات هضمية جيدة ويستهلك بشكل رئيسي كمشروب وليس كمشرب فاتح للشهية. المشهيات مثل المارتيني، الخمر، الويسكي ، الطب المتوسط (نصف ونصف) وأيضًا uvita ، السانجريا والنبيذ شائعة.
نبيذ النصف ونصف هو مزيج خاص من النبيذ الجاف والنبيذ الفوار، أو نبيذ الفاصولياء والقناني (الروم). .

### مقبلات

#### البيكادا
يمكن وصف البيكادا بأنه المدخل الرئيسي التقليدي للأسادو (باربكيو) وتعد من المشهيات. وتتألف من الجبن، الزيتون ، الونجانيزا ،السلامي، رقائق البطاطاس والفول السوداني المملح. يتم تقديم الفول السوداني والوجبات الخفيفة الأخرى في أوعية صغيرة ، ويتم تقديم جميع الوجبات الخيفية الأخرى على طاولة خشبية مع شرائح من الخبز.

#### ماتامبري ريلينو
Matambre relleno هو طبق شائع في ريو دي لا بلاتا، سواء في أوروجواي والأرجنتين. يعد واحدا من الأطباق المحضرة من matambre ، عبارة عن شريحة من اللحم. يتم تحضيرها عن طريق لف شرائح رقيقة فوق السبانخ والجزر والبيض المسلوق ، مربوطة بواسطة خيط قوي ، ويتم سلقها وتقدم باردة.

#### ليتنجوا لا فيناجريتا
Lengua a la vinagreta ]  (بالإسبانية) هو تحضير بطريقة باردة للسان اللحم البقري الذي سبق تقشيره وغليه ويقدم مع صلصة فيناجريتا مصنوعة من البيض المسلوق المفروم، البقدونس، الثوم، البصل ، زيت الزيتون والخل.

#### Pescado en escabeche
Escabeche هو أسلوب لحفظ الطعام شائع في إسبانيا والدول الناطقة بالإسبانية. يتكون من مزيج من الزيت والخل يستخدم كملح يحفظ الطعام أيضًا.
Pescado en escabeche هو طبق بارد غالبًا ما يكون مكونا من قرش الأرجنتيني المدبب كما هو الحال في pescado a la marinera.
بعد أن يتم تقليته بشكل منفصل ، يتم تسويته على الخل المصنوع من الزيت والخل ويضاف إلى شرائح البصل والجزر والقرنفل والثوم الكامل والفلفل الأسود.

## الأطباق الجانبية
يتم تناول الطعام في الغالب مع الخبز ، وفي بعض الأحيان الأرز، السلطة أو الرقائق. جنبا إلى جنب مع asado ، مصحبا ببعض الأطباق الأخرى وهي chorizo ، مورسيلا ، وكذلك محشي الفليفلة، و papas al plomo (البطاطا المشوية).

## الصوص

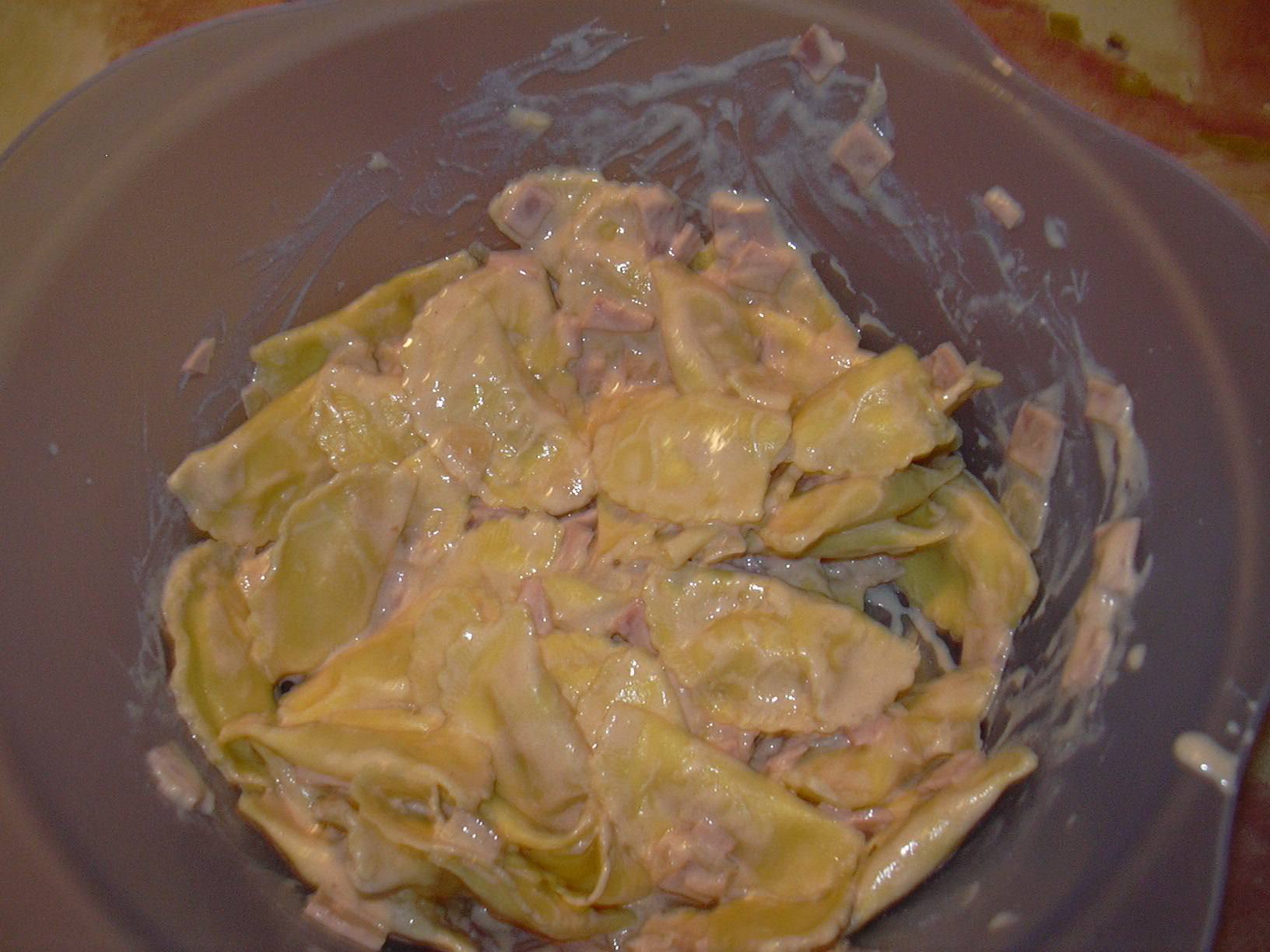
تورتيليني مع صلصة كاروسو

بدأ من الأسادو حتى الباستا، يوفر مطبخ الأوروجواي تنوعا واسعا من مختلف أنواع الصوصات - ومن أبرز أنواع الصوصات التيميتشوري، صلصة الكريولا، وصلصة الكارسو.

### بيكانينا
البيكانتينا هي صلصة حارة تضاف عادة إلى الفرانكفرترز (بانتشوز)، والهامبرغر وبعض الوجبات الأخرى. من الشائع العثور على أماكن لتوزيع الوجبات السريعة في الشوارع وتسمى محليًا "carritos". يشبه الخردل الساخن أو المايونيز.

### موجو
يشترك اسمه مع نفس اسم صوص موجو الإسباني ، إنها صلصة بسيطة مصنوعة من الثوم والزيت والبقدونس والأوريغانو والبابريكا والماء والملح ، وتضاف إلى الأسادو أثناء عملية الطهي واختيارياً على الطبق. يختلف موجو عن chimichurri لأنه يحتوي على الماء بجانب الخل ونسبة أقل من الفلفل الحلو.

### تشيميتشوري
التشيميتشوري هو بين الخل والباستو البديل ، مكون من الثوم المفروم ، والزعتر ، والبابريكا ، والزيت والخل والملح. جنبا إلى جنب مع السالسا كريولا والتي يفضل استخامها للأسادو.

### صالصة الكريولا
مصنوعة من شرائح الطماطم والبصل المفرومان بشكل جيد ، والزيت والملح .

### صالصة جولف
ابتكرت هذه الصلصة بداية في الأرجنتين ولكن شاع كذلك استهلاكها في الأورجواي، تتكون صاصة جولف من المايونيز والكاتشب.

### موستازا لا باسيفا
تعد لا باسيف سلسلة من المطاعم الشهيرة في أوروغواي ، مكرسة للوجبات السريعة أو المينوتاس ، كما هو متعارف عليه في المنطقة. تخصصاتهم هي البانشوز والهانجاراس ويشتهرون بطبق التشيفيتو الذين يتميزيون في تقديمه. ماستارد لا باسيفا هو خردل حار أبيض اللون يقدم مع البانشوس. مكون من الجعة والنشا وحبوب الخردل والفلفل والملح والخل. على الرغم من أنه لم يتم بيعها على الإطلاق تجاريًا ، إلا أنه يتم تقديم كميات صغيرة في بعض الأحيان كهدية للعملاء.
يستخدم أيضا موستازا لا باسيفا مع الأنواع الأخرى للماتردا كصوص للحم البوتشيرو.

### صلصة كاروسو، إيستوفادو والتوكو
هذه الأنواع الثلاثة من الصوصات تعد الأساسية اللمعكرونة بين صلصات المعكرونة الأجنبية الأخرى. صنعت صلصة كاروسو تكريما لمغني الأوبرا إنريكو كاروسو وأصبحت صلصة شهيرة (خصيصا لطبقها الرئيسي «كابيليتيس لا كاروسو»)؛ أما الإيستوفادو هو نسخة مطهية من الراغو مصنوعة من شرائح اللحم وتؤكل في بعض الأحيان وحدها ؛ عندما تكون صلصة التوكو مع اللحم المفروم فإنها تشبه صلصة البولونيز.

## الباربكيو والسلطات

### السلطات
يمكن القول بأن مطبخ أوروغواي تبنى المزج بين كميات كبيرة بين أنواع السلاطات، والطبق الأكثر نموذجية هو «انسلادا كريولا».

#### انسلادا كريولا
مع التغيرات الطفيفة ، من الشائع لعائلة من السلطات المنتشرة في منطقة المخروط الجنوبي. معظم المتغيرات كما هو الحال في السلطة التشيلية تشمل دائما البصل والخس. تحتوي السلطة الشعبية في أوروجواي على الطماطم مع الخس والبصل ، وتقدم معها صلصة الخل مكونة من الزيت والخل والملح والثوم والأوريغانو. ونظرًا لأنها شكل أساسي من أشكال السلطة ، فتعد مثالية لتحضيرها مع الأسادو.

#### انسلادا روسا
يشبه إلى حدٍّ ما سلطة ساتكا جارزينوا أكثر من السلطة أوليفييه النموذجية ، وتحتوي على البطاطا والجزر والبازلاء مع المايونيز.

#### سلطة البابا والهويفو
سلطة البطاطس والبيض أو البصل وسلطة البطاطا أو ببساطة المايونيز والبطاطس.

#### روبا فييخا
تشبه السلطة الإسبانية القديمة سالبيكون ، روبا فييخا (الإسبانية للملابس القديمة) تحتوي هذه السلطة على بعض مكونات من الأسادو ، وخاصة أفضل قطع اللحم المفروم مع الخضروات مثل البطاطا أو الانسلادا كريولا. هناك فرق بين هذا الطبق وبين طبق الروبا فييجا الكوبي الذي يعد أيضًا طبقًا مشتقًا ، ولكنه يشبه السانكو أكثر من السلطة.

#### سالبيكون دي أفي
نوع آخر من السالمبيون المشتق ، يتكون سالبكيون الدجاج من الدجاج والبيض والبطاطس.

#### بالميتوس كون سالسا جولف
عبارة عن قلب النخيل يلف في بعض الأحيان في شرائح لحم الخنزير ويقدم مع السالسا.

#### سلطة جرجير الماء
عبارة عن سلطة جرجير الماء، زيت زيتون، وعصير ليمون

## أسادو

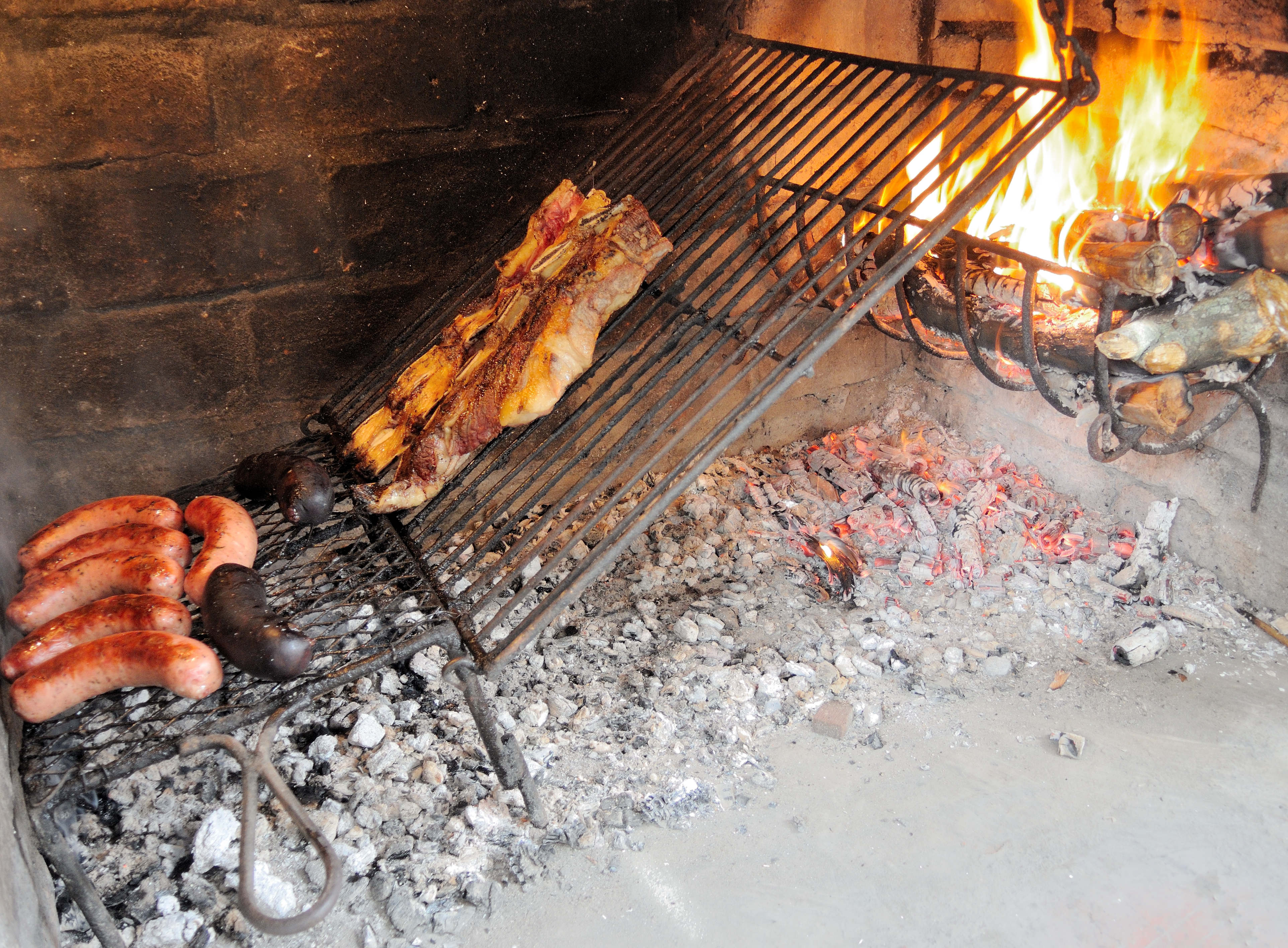
باريللو مع تشورزوس أسادو مع الموركيلاس

يمكن القول أن باربكيو الأسادو هو المكون الرئيسي للوجبة نفسها. وتسمى أيضا عملية قطع اللحوم أسادو أو تيرا دي أسادو.
في معظم منازل أوروغواي ، من الشائع إيجاد شواية خاصة على الفناء المسمى الأسادور. وهو عبارة عن هيكل مصنوع من الحديد والطابوق. معظم الأسدوريين تكون مقايسيه مترين على الأقل بالنسبة لطوله ومتر بالنسبة لعرضه ، ويوحتي كذلك على مدخنة، ومكان للحطب وشواية كبيرة للحوم. يتم وضع الجمر التي تتكون من الحطب تحت الشواية.
في العديد من القرى والمدن ، يقوم الباعة المتجولون ببيع الأسادو. تسمى الشوايات الصغيرة هذه ميديو تانكي بمعنى (نصف برميل)، لأنها مصنوعة من برميل فولاذي مقسم. يُباع الأسادو المطبوخ بهذه الطريقة غالبًا في الشارع كوجبة خفيفة أو غداء خفيف.

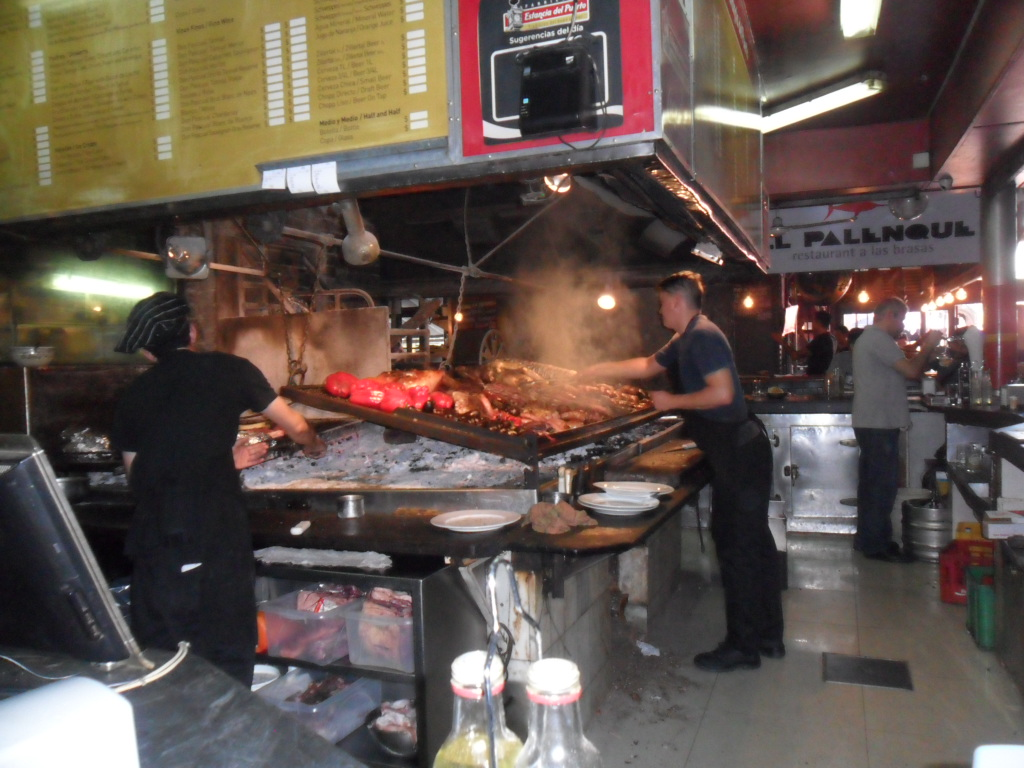
Line cooks grilling sausages and other meats in a market near the port of Montevideo, Uruguay.

يوجد في أسواق المدن الكبرى في أوروجواي، مثل مدينة مونتيفيديو، محطة أو أكثر للشواء والتي يستطيع من خلالها الزبائن طلب وتناول الأسادو بشكل مباشر، ويمكن أن يتم تقديمه مع النقانق، التابنادز، والتاباس. وغالبا ما يتم تقديمه مع البيرة في وجبة الغداء.
يطلق على الشخص الذي يحضر هذا النوع من الطعام بالأسادور.

### المكونات
تشمل مكونات أسادو أوروغواي كاملة: التشوريزا، موركيلا، بابلون، انترانا، تيرا دي أسادو ، حواشي البقر ، تشينشولينز ، والكلى.
في بعض الأحيان ، خاصةً في أيام الأعياد ، يتم استهلاك لحم الخنزير والسمك والحمل كبديل للحوم البقرية ، والتي تشكل البديل.

### التحضير

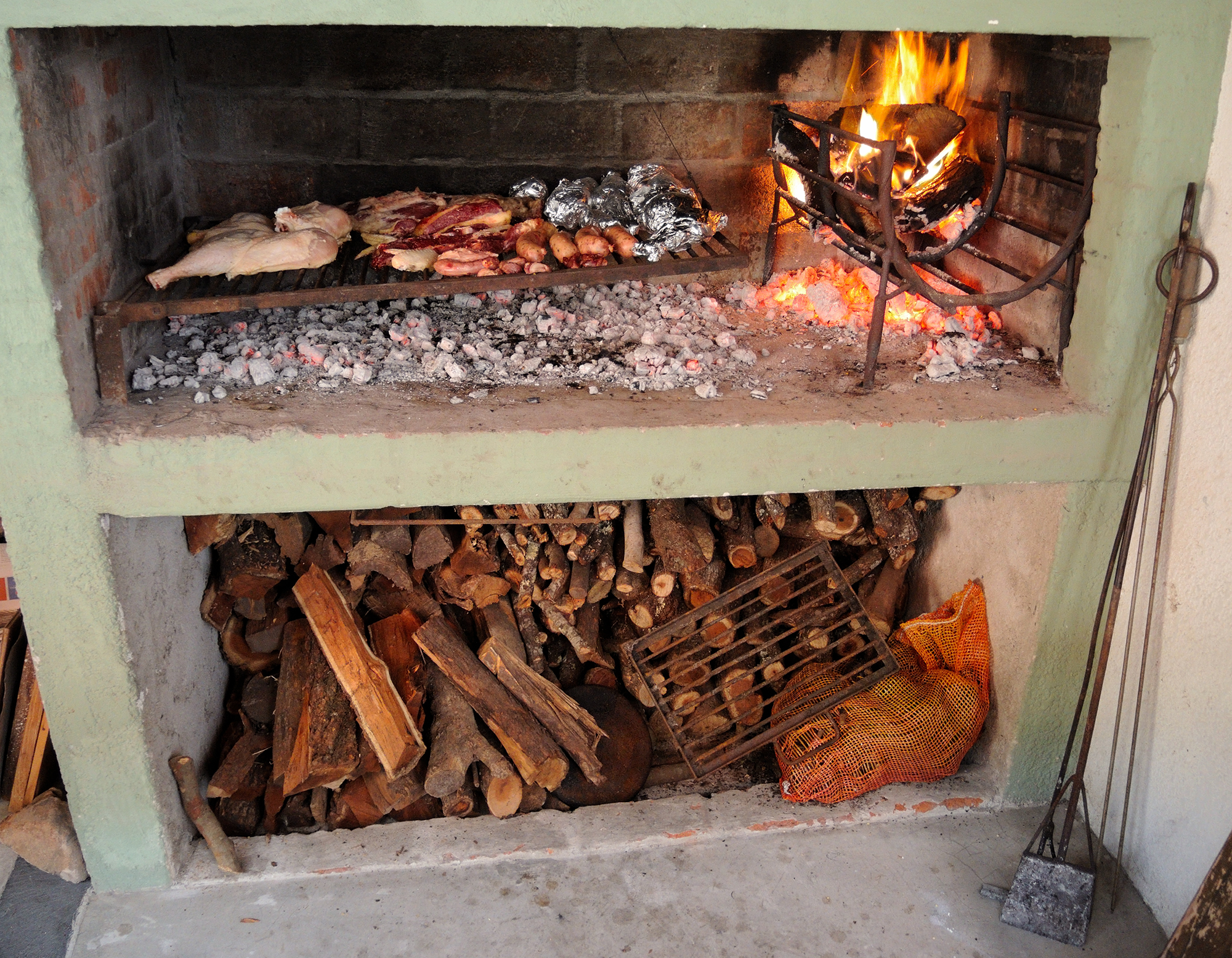
باريليرو

يستغرق تحضير الأسادو من ساعة إلى ساعتين، وقد يستغرق وقتا أطول إّذا اختلفت نوعية اللحم التي يتم شوائها (على سبيل المثال يستغرق الخنزير كله أربع ساعات على الأقل ليكون جاهزا)
يقوم الأسادور بإشعال النار في الموقد ، وبمجرد بدء الحريق ، يملح اللحم ويضاف البهار ؛ قد تشمل البهارات على الزعتر، الثوم ، لبابريكا، البقدونس والموجو. يتم وضع الجمرات الأولى في مكانها ، ثم يتم وضع الححم على الشواية وإضافة الجمر إليها في حال سقوطها من الموقد. ينضج اللحم ببطء ويدخن على الأسادور ويضاف الموجو بشكل دوري لإضفاء النكهة.
يتم تقديم اللحوم مع الخبز والسلطات ، والتوابل مثل الموجو ، التشيميتشوري وسالسا أوروغواية والمشروبات مثل النبيذ ، أو بعض المشروبات الأخرى.
تسميات أخرى - أسادو كون كيرو
أسادو كون كيرو (الشواء مع الاحتفاظ بالجلد)، هو البديل المفضل في المناطق الريفية ويحظى بتقدير في العاصمة. يتطلب تقنية أكثر تعقيدًا من تلك المستخدمة لتحضير الأسادو، حيث يتم شواء الحيوان بالكامل ، ولكن مع إخلاء العظام. بدأت هذه الطريقة من قبل مجموعة البامبا، الذين إذا كانوا على عجلة من أمرهم ، فيمكنهم بسهولة أخذ اللحوم المشوية معهم.

## المشروبات
مشروبات أوروغواي النموذجية هي متة ، وقنا ، وفابيتا ، وغراباميل ، وميديو (نصف ونصف).

### جرابا
تم إحضارالجرابا بواسطة المهاجرين الإيطاليين حيث استمروا في المجيء الفوري لـ SXIX. تم صنع الجرامبيل والجرابا كون ليمون في البلاد نتيجة لهذا التأثير الإيطالي.

### أوتيفا
تم الحصول على مذاق النبيذ [8] من تأثير البحر الأبيض المتوسط ، وكذلك السانجريا والكليريكو . أوتيفيا (العنب الصغير) هو نبيذ محصّن [9] يشبه نبيذ مارسالا.

### ميدو وميديو
يعني حرفيا نصف ونصف ، medio y medio هو مزيج من شراب الكانيا والنبيذ الفوار أو النبيذ الجاف والنبيذ الفوار. وهي مصنوعة وتباع تحت العلامة التجارية Roldos.

### متة

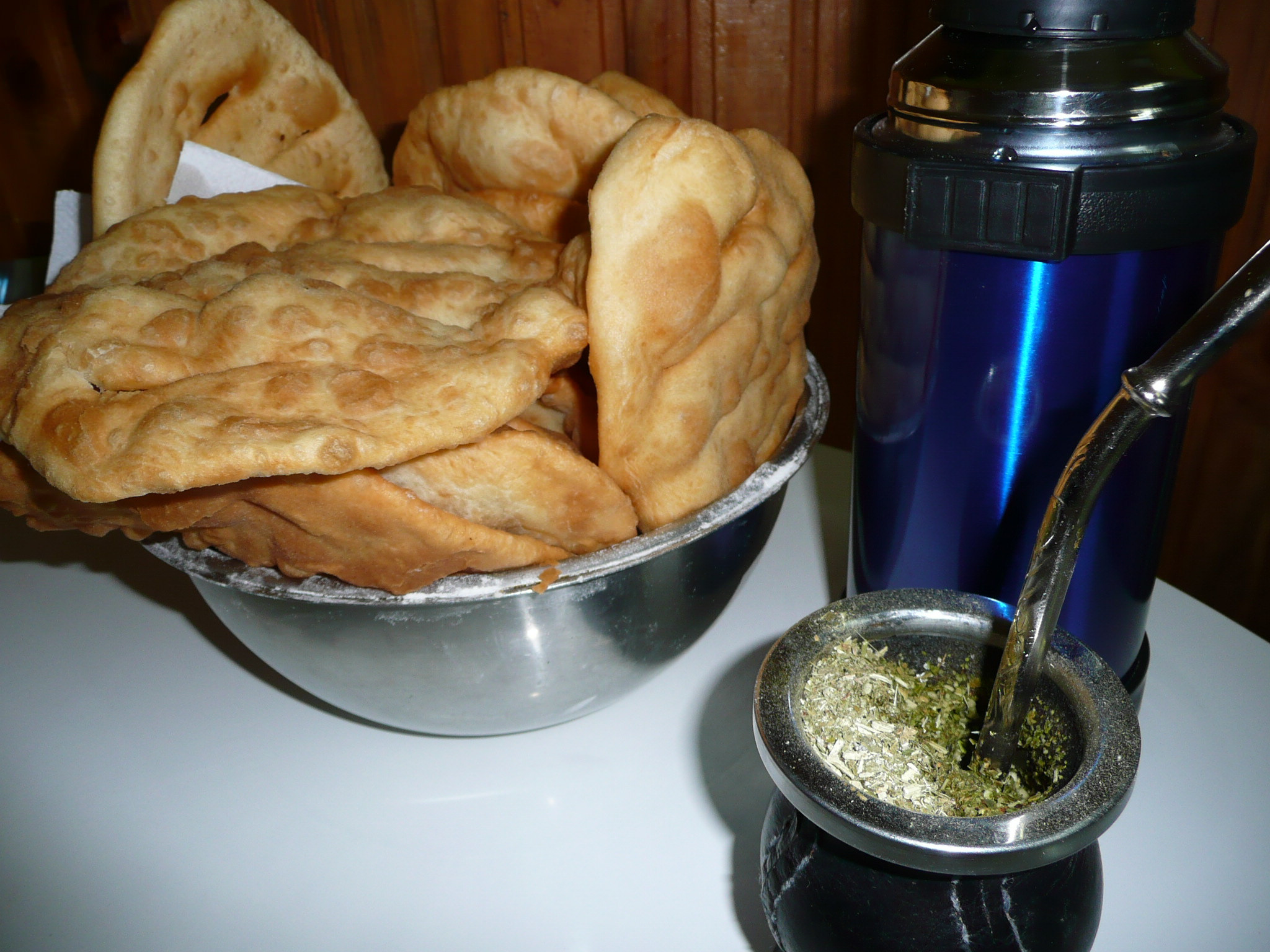
مشروب المتة التقليدي في الأورجواي مقدم مع التورتاس فريتاس

يتم استهلاك المتة في أي وقت وفي أي مناسبة ، فقط مع تورتاس فريتاس أو بيسكوشوس. من المهم جدًا أن يكون شرب المتة من طقوس الصداقة بين المعنيين. ويعد حمل الترمس من الماء الساخن يسهل هذه الممارسة وفي أيام الصيف الحارة لا يزال يقال إنه منعش.

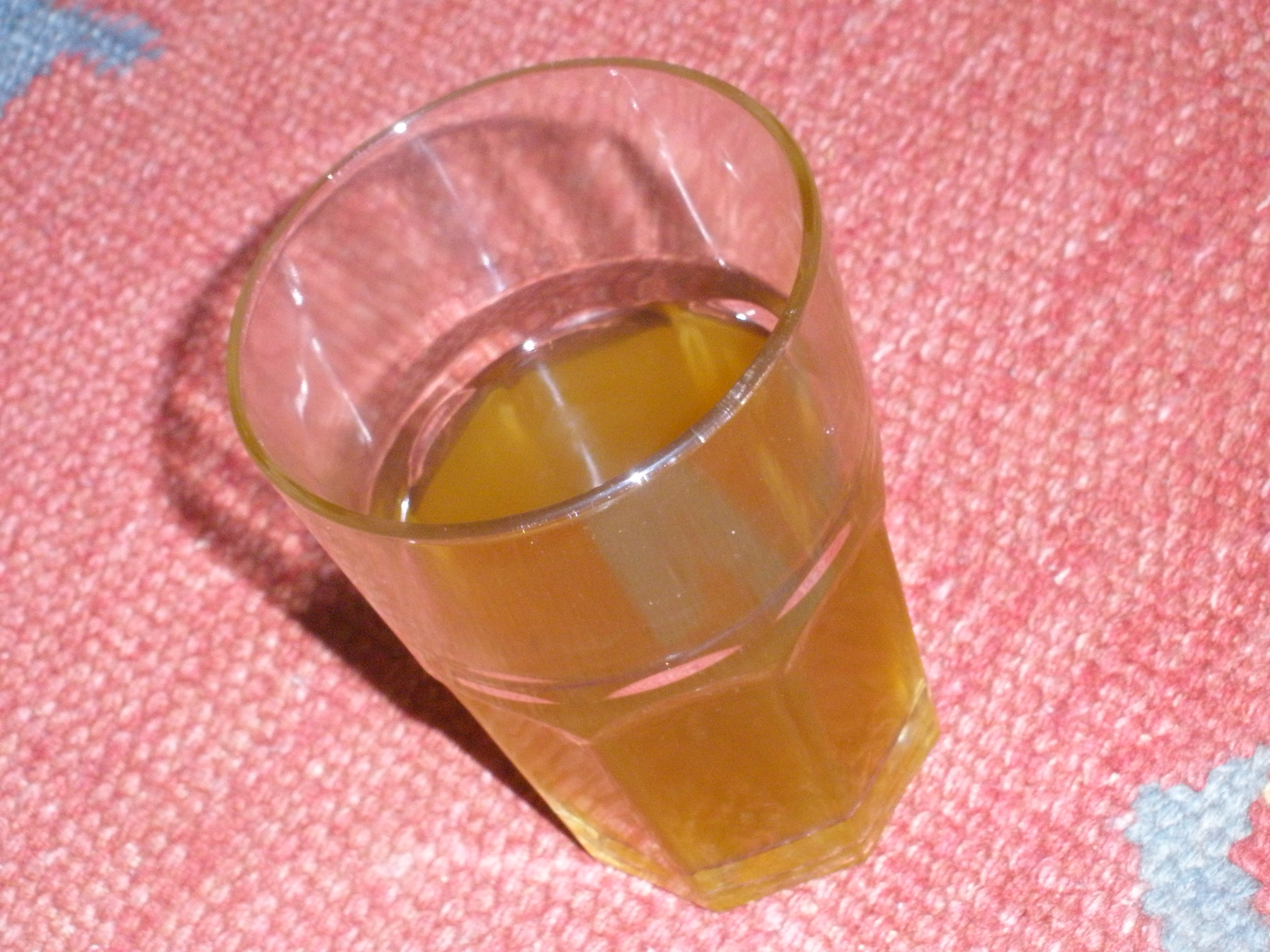
كوكيدو متة مقدم في كوب زجاجاي

تعد أوروغواي أول مستهلك عالمي للمتة ، حيث يستهلك 6.8 كيلوغرامات من نصيب الفرد من يربا المتة في السنة ، ويتجاوز الأرجنتين بمقدار 1.2 كيلوغرام للفرد في السنة.
يربا المتة تستهلك كذلك كما تستهلك متة الكوكيدو . وعندما يتم تحضيره مع الحليب ، يُطلق عليه اسم متة دي ليشي ويضاف الحليب ، ويطلق عليه أيضا اسم متة كون ليشي.

### جرابا كون ليمون
تباع الجرابا تحت علامات تجارية مختلفة ولكن أهمها سان ريمو. يتم تقطيره وتعبئته بواسطة ANCAP وكانت هناك أيضًا محاولة لإنتاج الجرابا الإيطالية الأصلية من قبل بعض الأقبية المحلية. عندما ينضج مع الليمون يطلق عليه grapa con limon.

### كانيا
الكانيا هو مشروب ذو لون كهرماني مقطر يشبه أجواردينتي مصنوع من مطحنة قصب السكر. لون الكراميل يرجع إلى شيخوخة البرميل. يتم تقطيره وتعبئته تحت الاسم التجاري De los 33.

### جرامبيل
استخدم كانيا كما اتخدم نبات القنب بقدر ما على نطاق واسع بالأعشاب والفواكه ، مما أسفر عن توليفات تقليدية مثل العنب الطازج (جرابا + عسل + عسل من نوع آخر)، العنب الطازج والليمون (العنب الطازج مع الليمون ، الليمون الطازج)، كانيا كون بيتانغا ، كانيا كون بوتيا ، وما إلى ذلك . يوجد بار في مونتيفيديو يسمى لوس يويوس ويشتهر بتقديم هذه الأصناف.

## الحساء والبوتشيرو (الشوربة)
مناسبة بشكل خاص لأيام البرد ، يعد حساء المطبخ أوروغواي بكونه منعش بشكل كبير ، خاصة حساء للكوشر ، تليها يليها البيسكو، الجويسو كاريرو، الجويسو دي فيديوس (حساء النودلز)، الإستفودة وال فيخودا.
يتم تمييز تأثير المطبخ الأسباني في الطبخ أوروغواي ، وهناك أيضًا تأثيرات إيطالية وبرتغالية برازيلية ، وتأتي هذه الأخيرة من الغزو البرتغالي لوسيو لأوروغواي.

### بوتشيرو
يختلف بوتشرو أوروغواي كثيرًا عن غيره في المنطقة ، فهو يشبه الحساء الخام حيث يتم فصل المكونات الجافة عن المرق بعد طهيها لإعداد تحضيرين منفصلين ، حساء جديد يتم استهلاكه أولاً ، ثم الحساء لاحقًا يتم استهلاك المكونات النضرة الأخرى مع الخبز.
قد تحتوي البوتشيرو النموذجية على جميع أنواع القطع التي تحتوي على العظام وشريحة لحم التنانير والعصائر البيضاء ولحم الخنزير المقدد والملفوف والذرة الحلوة، السلجم، البصل، الكرفس ، الجزر والبطاطا الحلوة والبطاطا.
يتم طهي كل هذه المكونات المقطعة إلى أجزاء كبيرة وتقديمها ، مع مرق مكون من أنواع متعددة من الحساء الذي يحتوي على المعكرونة الصغيرة أو الأرز أو أي حبوب من الميل.
من المعتاد أن يصنع كل من الأصناف على طبقه مع جميع الخضار المطبوخة التي تم تقديمها ، ومواءمتها مع الزيت إذا رغبت في ذلك ، وأيضًا أن تقلع caracu (نخاع العظم) من عظم ossobucco وتوزعه على الخبز المقطوع .
يتم استخدام موستارد من العلامة التجارية Savora و La pasiva لتزيين بوتشيرو اللحم (شوربة اللحم).

### إنسوبادو
طبق لأيام الصيف وشعبي في المناطق الريفية ، ويتألف من المرق والمعكرونة وشرائح اللحم الصافية ، نقانق كوريزو. ولحم الخنزير المقدد ، ويتم غليهم معا.
يتم تقليل تركيبة الخضار بسبب عدم تخمرها في الأيام الحارة ، لذلك لا تحتوي إلا على القليل من البصل والاسكواش.
يأتي اسمها من الفعل (ترطيب ، إلى الحساء)، إنسبودو (تحضر مرقته).

### جويسو كاريرو
في بعض الأحيان يكون من الصعب التمييز بين ما هو أرجنتيني وما هو اأوروجواي (التاريخ يربط الناس بالكاد)، كل ما يمكن قوله هو أن الجويسو كاريرو هو جزء من ، ليس فقط المطبخ ، ولكن ، الفولكلور أوروغواي ، إنها وجبة عصارية تتسق مع اللحم والزبدة ، والمعكرونة.
يمكن أن تضمن الخطوط الشعبية أنها عبارة عن حساء لذيذ يحتوي على البطاطا، البطاطا الحلوة والمعكرونة، البسكويت، البصل ، الطماطم، الفاصوليا وأفضل اللحوم.
يتم تقديم الجسو كاريرو مع النبيذ الأحمر والخبز والجبن المبشور.
عندما لا يحتوي الجسو كاريرو على المعكرونة يسمى جيسو دي بوروتوس، وعندما لايحتوي هناك فاصوليا يسمى جيسو دي فاديدوس أوإنسوبادو.

### Buseca
بوسيكا أو كازيلا دي مونونجو ، طبق من التقاليد الإسبانية لـ sopa de mondongo.
المكون الرئيسي له هو الموندونجو ، وهو عبارة عن كرشة من معدة البقرة ، ويتم طهيها مسبقًا وغليها مع اللحم والكوريزو والخوخ والطماطم والبطاطس.

### الفيخوادا
طبق نشأ من التأثير البرتغالي البرازيلي الذي يأخذ قليلاً من ثقافة Rioplatense الرئيسية.
تحظى الفيخوادا بشعبية كبيرة في جميع أنحاء البرازيل ، كما أنها تحظى بشعبية في أوروجواي (وإن لم يكن في الأرجنتين). ولا يقتصر استهلاكها فقط في الشمال الشرقي ولكن أيضًا في جميع أنحاء البلاد ، وهي مكونة من حساء الفاصوليا السوداء ، على عكس الفيجوادا البرازيلية ، حيث تأتي مع البطاطا (إلى جانب الموز والفارينيا)، وتتكون من اللحم البقري أكثر من لحم الخنزير. من الشائع أيضًا العثور على تشوريزو وتشوريزو كولورادو في حساء الفيخودا أوروغواي.

### باكالاو
الباكلاو هي عبارة عن حساء سمك جاف مكونة من سمك القد المجفف والمملح ، الحمص، البصل والبطاطس ، صلصة الطماطم والبقدونس ، وعادة ما يتم استهلاكه في الجانب الشرقي في أوروجواي ، على الرغم من كونه تقليد إسباني كاثوليكي.

### شوربة بطريقة إيطالية
تحظى بتأثير بالغ على مطبخ الأوروجواي، مثلا أطباق الشوربة على طريقة الراجو مشهورة بشكل واسع، مثل ألبونديجاس كون باباس والإيستوفادو.

#### نينوس إنفيولتوس
تعني حرفيًا الأطفال الملفوفين ، حيث يحتوى الحساء على بعض اللفات الصغيرة التي تعادل طول إصبع الإنسان. هذه اللفائف مكونة من شرائح الخاصرة المملوءة بلحم الخنزير المقدد ، والسبانخ والجزر ، ثم يتم غليها في صلصة الطماطم وتقدم مع البازلاء والبطاطس المسلوقة.

#### إستوفادو
مصنوعة من لحوم الدواجن أو لحوم البقر ، وتمى إستفادو دي بولو عندما تتكون من الدواجن وإستفادو دي كامي عندما تحتوي على لحم البقر. إنه طبق يحتوي على اللحم والكوريزو أو الدجاج ، مطهي في صلصة الطماطم ، ويقدم في بعض الأحيان بجانب البطاطا المسلوقة أو المعكرونة.

#### ألبونديجاس كون باباس
الاسم الأسباني للكرات اللحم مع البطاطا ، ألبونديجاس كون باباس وهو طبق مصنوع من كرات اللحم المسلوقة في صلصة الطماطم مع البطاطا والبازلاء.
تؤكل مع الجبن والبقدونس.

## مينيوتاس
المينوتاس هي الفئة الرئيسية للوجبات السريعة في ريو دي لا بلاتا، على الرغم من كونها أكثر من الوجبات السريعة الحقيقية ، يشير المصطلح في الغالب إلى المكونات الرئيسية الوجبات السريعة كما هو الحال في أمريكا حيث أن النقانق هي المكون الأساسي لشطيرة الهوت دوج.
يمكن أن تكون الأصناف الجانبية المشتركة هي البيض المقلي، الكروكيه ، البطاطس المقلية، بوري ، والسلطات.
وأبرز أنواع المينوتاس هي الميلانيساس ، الريفيورزوس مثل التشوريبانيس ، التيفيتوس والبيتزا والفاينا ، تعد أيضا الباينا من الأصناف الشائعة على طول الحدود البرازيلية.

### تشوربيان

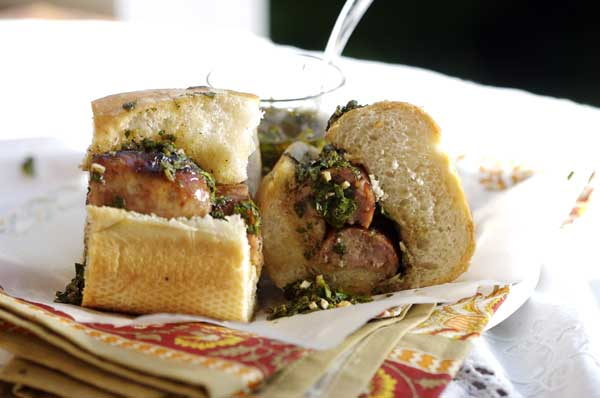
شطيرة تشوربيان

تشوربيان، هو لفظ منحوت أسباني للسجق (chorizo) والخبز (بان) يُطلق عليه أيضًا تشوريزو البان (النقانق في الخبز)، وهو عبارة عن ساندويتش مكون من تشوريزو المشوية (يتم تقطيعها إلى النصف لتتناسب)، مايونيز ، كاتشب ، طماطم ، خس ، وكذلك البصل .

### هنجاراس
تشبه الهنجاراس البانشوس ، فهي عبارة عن نقانق مسلوقة ولكنها حارة أكثر وأرفع وأطول. مثل البانشوس أيضاً ، يتم تقديمها على الخبز وتوجد في الشوارع وتقدم كوجبة سريعة ويتم بيعها أيضًا في محلات السوبر ماركت.

### الميلانيزاس
الميلانيزا (من الإيطالية كوتوليتا ألا ميلانيزا) عبارة عن كستلات رقيق مطحون يمكن أن يكون لحم العجل أو الدجاج أو السمك.

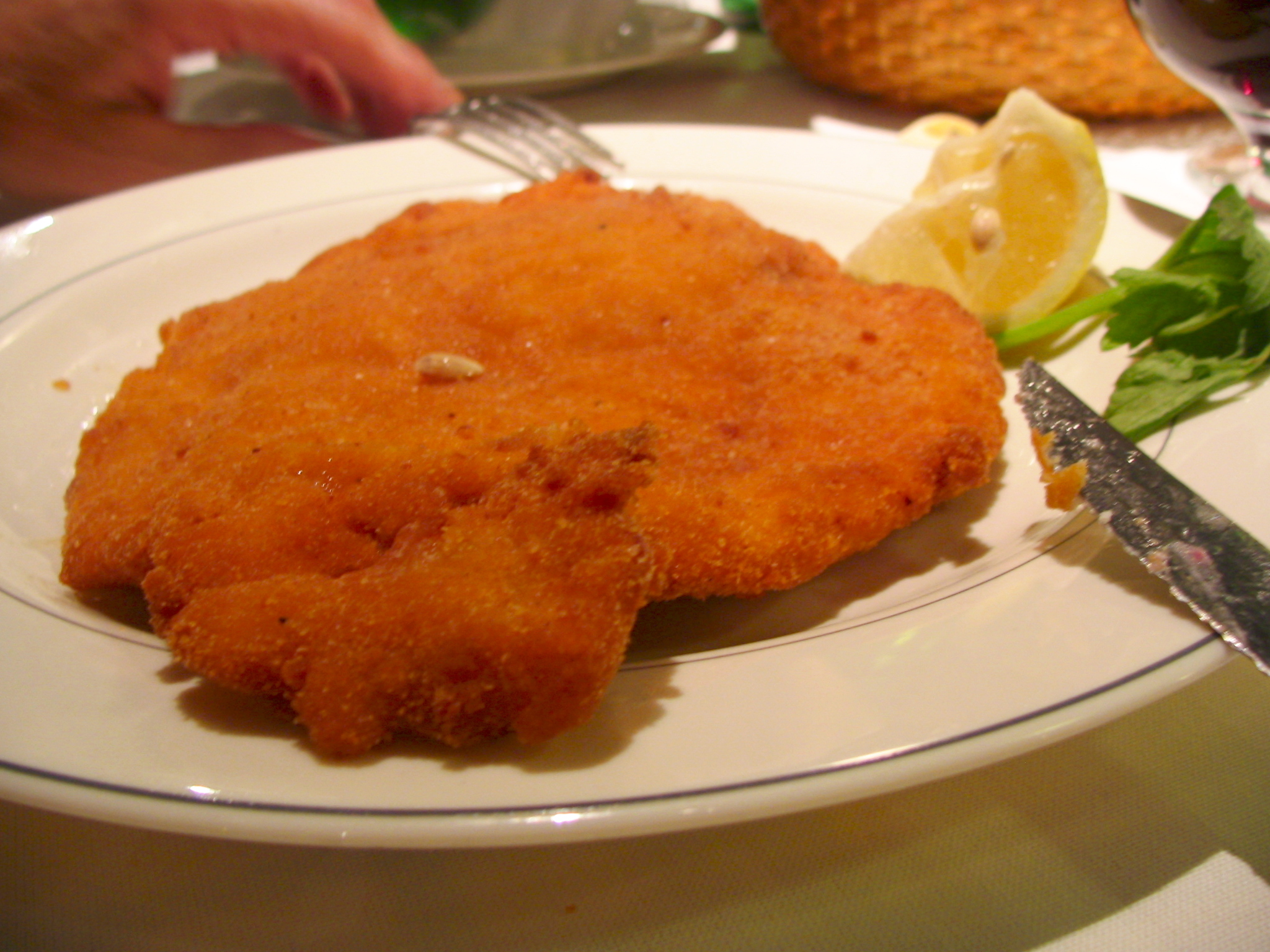
ميلانيزا

يتكون طبقة البقسماط من ثلاث خطوات متتالية يحدد ترتيبها في الغالب نوعية الميلانيزا ، ومعظم حانات المونتيفيديو والمطاعم ذات الطراز القديم تصنع عملية البريدنج بدءًا من البيضة بحيث تكون أيضا الخطوة الأخيرة بنقعها في البيضة ، وهذه الطريقة التي يتم إنشاؤها بواسطة n والإسبانية barists تترك معطفًا من البيض الذي يتحول إلى فيلم في القلي ، إنه تباين فضولي يتم تقديمه غالبًا في تلك المطاعم لأن عملية التحميص الرئيسية لها ترتيب عكسي ونوع الميلانيزا الذي يتم تقديمه في كل مكان آخر بما في ذلك الميلاناس محلية الصنع.
كما يتم بيع الميلانيزا في محلات الجزارة في أي خطوة تسبق عملية قليها : حجمها ، طري أو مخبوز وعلى استعداد للقلي.

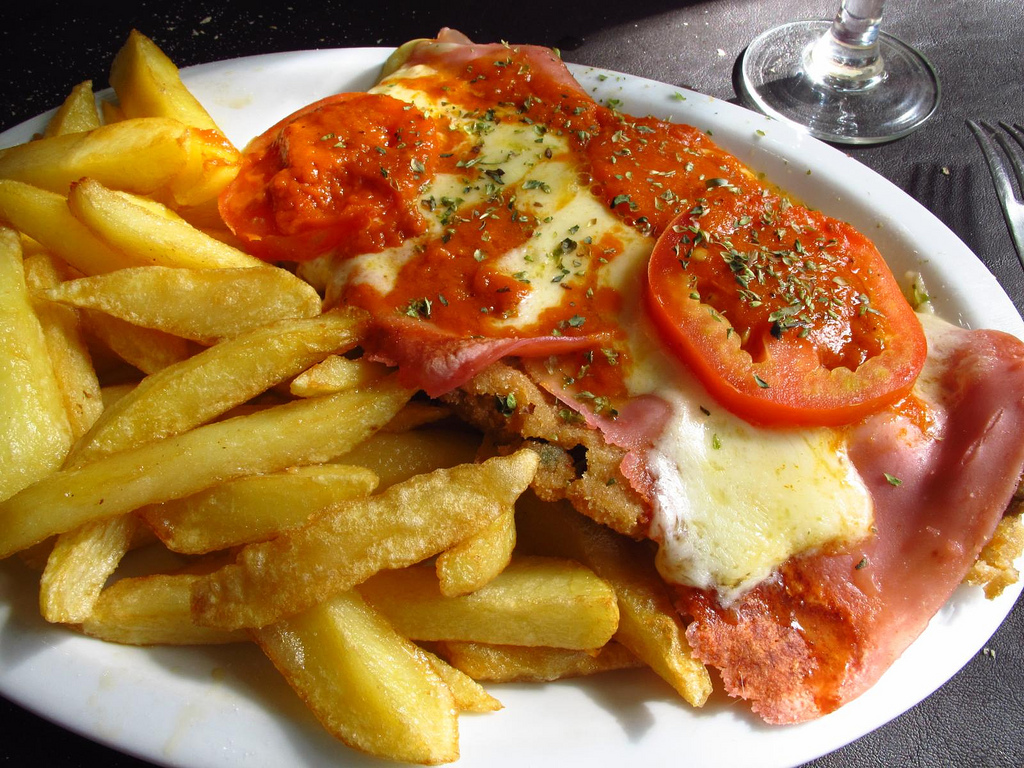
Milanesa a la napolitana does not come from Naples.

.يتم تحضير طبق نموذجي من الميلانيزا مع البيض المقلي (أو "caballo" - ركوب الخيل - عندما يلبس البيض بجانب جوانب جانبية)، أو البطاطا المقلية أو السلطة ، والطريقة التي يتم تقديمها في milanesa تحدد اسم الطبق الذي يمكن تقديمه " caballo "أو" la napolitana "(نمط نابولي) أو" al pan "(شطيرة milanesa).
يتكون الميلانزا a la napolitana ، وليس الأصلي من نابولي ، من ميلانيزا محشو بصلصة الطماطم ولحم الخنزير وشرائح جبنة الموزاريلا (بناءً على هذا الطلب) المبشورة أخيرًا.
يتكون Milanesa al pan من شطيرة مصنوعة من الميلانزا والخبز فيليبي (نوع من لفائف الخبز) وشرائح الطماطم والخس والمايونيز ولحم الخنزير المقدد ولحم الخنزير والجبن والزيتون ، عندما يتم تقطيعها إلى نصف حجم ويطلق عليها اسم milanesa en dos panes (خبز مزدوج)، وتسمى النسخ المنزلية والشوارع من هذا الطبق refuerzo de milanesa ويختلف في أنه مصنوع من الرغيف الفرنسي إلى جانب الخبز فيليبي.

### بوستاس دي بيسكادو لا مارينيرا
غالبًا ما يتم تقديمه على جانبي الحدود في البلاد ، يُقلى بسكادو أ لا مارينيرا المقلي بالأسماك المقلية التي تُقدم إلى جانب شرائح الليمون.
.الضرب مصنوع من البيرة (يفضل أن يكون ذلك من ماركة باتريشيا) والدقيق والملح.

### بانتشوس
يشار إلى الهوت دوج على أنها بانتشوس ، والتي تأتي في حجمين: cortos (القصيرة) و largos (الطويلة).
لا باسيفا هي سلسلة مطاعم في أوروغواي متخصصة في تقديم البانتشوس ومع مرور الوقت ، اشتهرت بصلصة لا باسيفا موستارد الخاصة بالبانشوس التي تأتي مع كل طلبية للبانشو ، كما تقدم الأصناف المحلية مثل البانتشوز كون بانكيتا (بانتشوز مع لحم الخنزير المقدد) والبانتشوز بورتينيوس.
- البانتشوس كون بانكيتا: عبارة عن فرانكفورتر مشوية والتي كانت تقدم مسبقا ملفوفً’ على دوامة مع شرائح لحم الخنزير المقدد ويقدم على الخبز.
- بانتشوز بورتينيوس: فرانكفورتر ملفوفة بجبنة الموتزاريلا وتقدم على الخبز

### كروكيتاس
كروكويتاس هي عبارة عن كروكويت مكونة من البطاطس ولحم الخنزير ، أو الأرز ولحم الخنزير، أو صلصة البشاميل ولحم الخنزير.

### إمباناداس

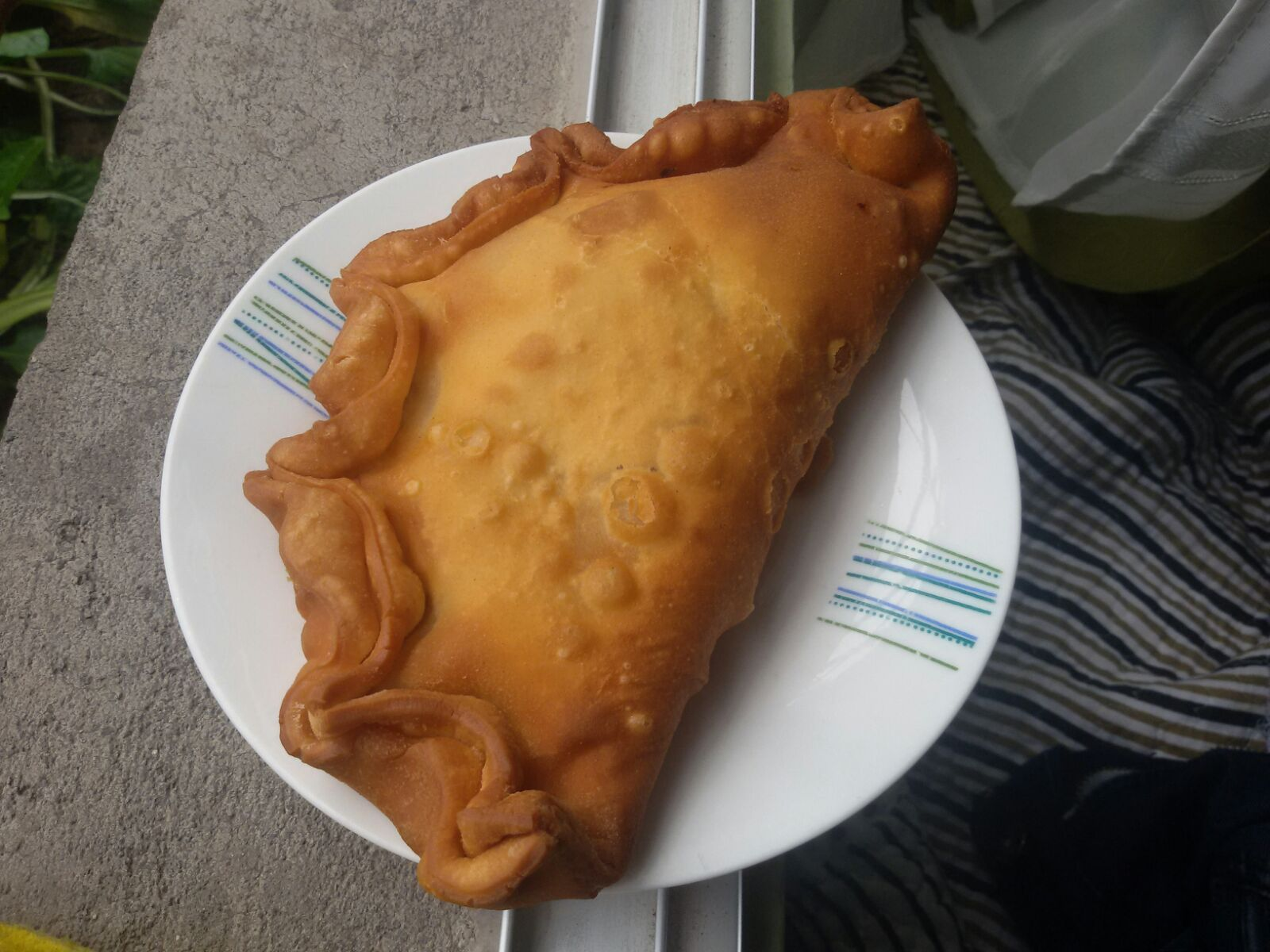
إمبنادا دي بينو فريتا

الإمبانادا هي نوع من المعجنات التي نشأت في إسبانيا. يتم خبز الإمبادانا في أوروغواي ، بشكل أكثر شيوعًا وعادة ما تشتمل على مجموعة من الحشوات الاختبارية. تمتلئ الإمباناداس دي كارني باللحم المفروم والبيض المسلوق المفروم والثوم والبصل ، وقد تكون إمباناداس دي كارني أيضًا «حلوة» (حلوة ، محشوة بالزبيب) أو «سلطات» (مالحة ، محشوة بالزيتون). تتكون الإمبانادا دي بولو مع لحوم الدواجن المطحونة. تمتلئ الإمبانادا دي جاميون وتشوكلو أو الهيوميتاس بلحم الخنزير والذرة. تحشى كذلك الإمبانادا دي كيوسو وكيبولا بالبصل والجبن. يتم حشو الإمباناداز دي دولسي أو الإمبانادا دي ميمبريلو بنوع معين من أنواع الجبن.
تختلف الإمباناداس عن الباستيل ، وهو نوع من الخبز المشابه.

### بنيولوس
البنيولوس هي كرات العجين المقلية من عدة أنواع مختلفة ، وتعد الأنواع الأكثر شيوعًا هي البنيولوس دي أكليجا (السلق)، والبنيولوس دي سيسوس (العجين الذي يحتوي على الدماغ)، البنيولوس دي مانزانا (عجين التفاح) والبنيولوس دي بنانا (عجينة الموز).
يقدم مع عجينة البنيولوس الحلوة مسحوق سكر البودرة.

## البيتزا، الباستا والخبز
جلبتها التقاليد الإيطالية وانتشرت في جميع أنحاء العالم ، ولا تزال البيتزا والخبز والمعكرونة جزءًا من الطعام اليومي منذ زمن طويل.

### البيتزا
البيتزا على طريقة المطبخ أوروغواي تشبه تلك الموجودة في الصورة ، على الرغم من أن الأجزاء نصفها طولي. تكون قشرة البيتزا أكثر سمكا من البيتزا النابولية المعتادة. عادة ما تكون شرائح مقسمة على شكل مربع ، تشبه البيتزا الأكثر سمكا بيتزا التاجليو أو البيتزا الصقلية. يشار إلى البيتزا ذات القشرة الأكثر سماكة باسم «البيتزا دي كيمبلينيوس» (بيتزاحفلة عيد الميلاد) لأنه من الشائع تقديمها للضيوف في مثل هذه المناسبات.
يمكن أن تتكون البيتزا من الكثير من المكونات ولكن الأكثر شيوعًا هي البيتزا والبيتزا بالموتزاريلا.

### الفاينا

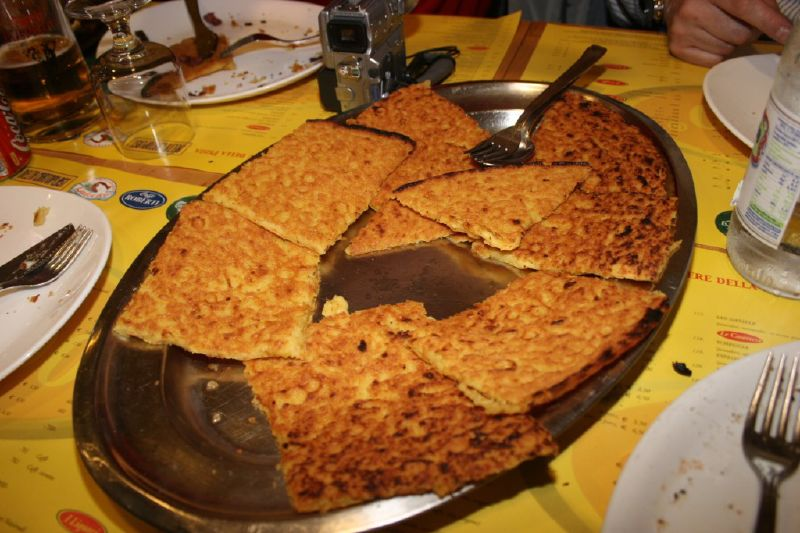

يتم تقديم الفايناز غالبًا في بارات البيتزا والمطاعم في جميع أنحاء البلاد.
تتكون هذه القطعة من عجينة كريب رقيقة مستديرة من دقيق الحمص، حيث يمكن طلبها باسم «فاينا دي أوريلا» (فاينا من الجوانب) وذلك عندما يكون الجزء الرقيق من الحواف. وقد تسمى «فاينا دي ميديو» (فاينا من المنتصف) وذلك للإشارة أنها هشة ورقيقة في الجزء الأوسط من الفاينا.
على عكس الاستخدام الشائع للفاينا في إيطاليا، حيث يتم تحضير الفاينا في أوروغواي بإضافة الفلفل على طبق التحضير مع الفلفل الأبيض المفروم من الجانب الآخر.
عندما يتم تقديم الفاينا إلى جانب البيتزا ، يُطلق عليها «بيتزا كابالو» والتي يمكن ترجمتها على أنها بيتزا لركوب الخيل.

### فيجازا
الفيجازا هي خبز البيتزا ولا تحتوي على صلصة الطماطم ، مغطاة بالبصل وغالبًا بالموتزاريلا [14]. ربما تنحدر من طبق فيجازا في مدينة جنوة (حيث يُعرف باسم فيجاسا)، وللطبق اسم خاص أيضًا في الأرجنتين وهو fugazzeta.
المكونات النموذجية لل فيجازا هي البصل والفلفل والزيتون.

### فيديوز كون تيكو
التوكو هي صلصة طماطم أوروغواي مصنوعة من اللحم المفروم ، صلصة الطماطم ، البصل ، الأوريجانون والثوم ، وفيديوز (معكرونة) من الشعيرية.
يمكن تقديم توكو مع أي معكرونة ، طازجة أو جافة ، ولكن الأكثر شيوعًا في التقديم هو تالارين كون توكو (معكرونة مع توكو)، نوكيوس كون توكو (جنوتشي)، مونيتاس كون تيكو (فارفاله)، رافيوليس كون توكو (رافيولي)، وا الكانيلونيز كون تيكو (كانلوني).
وتغطى الكانيلونيز كون تيكو بالبشاميل وتغطي في وقت لاحق بالتيكو.

### فيديوس كون إستوفادو
يمكن استبدال الإستوفادو والتيوكو بأي من المعكرونة المذكورة على الرغم من أن الإستفادو يمكن أن يعد أيضًا طبقًا رئيسيا عند تقديمه بمفرده أو مع البطاطس.
يتكون الإستفودا عن طريق طهي قطع اللحم في صلصة الطماطم بواسطة التكتلات الطويلة.

### كابيليتيز لا كاروسو

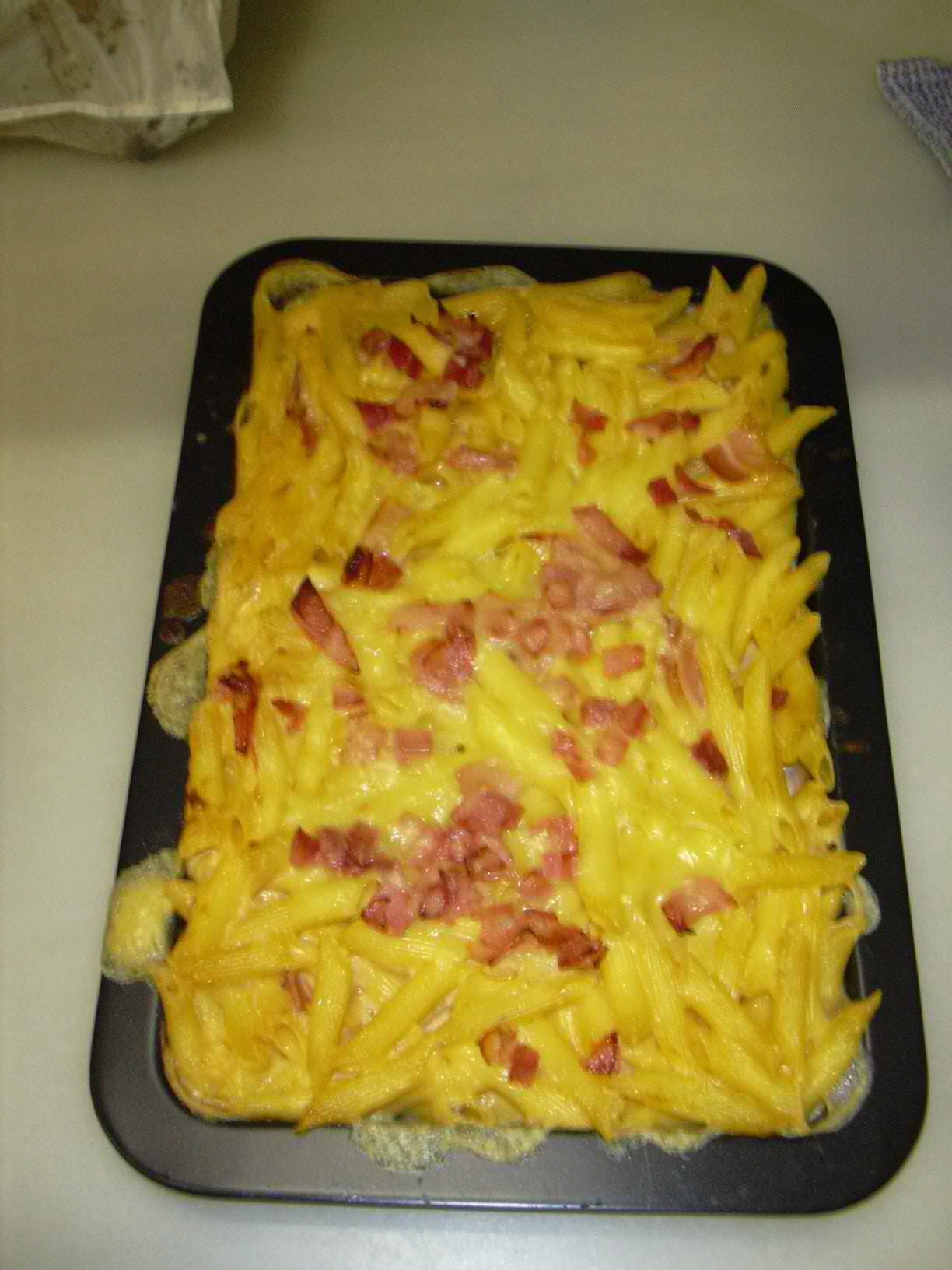

اخترع الطاهي رايمندو مونتي صلصة الكاروسو وأخذ اسمه من التينور الشهير إنريكو كاروسو. إنها صلصة دافئة مصنوعة من القشدة ، شرائح البصل، ولحم الخنزير ، الجبن المكسرات ، الفطر ، وتقدم مع أنواع المعكرونة.

### الخبز
- بان دي تشيتشارونيس يعني حرفيا خبز قشور لحم الخنزير، وأيضا روسكا دي تشيتشارونيز ، هو عبارة عن خبز مخمر مصنوع من شحم البقرة ويضاف مع قشور صغيرة مصنوعة من دهون البقر ، وتوجد عادة في المخابز المحلية من ضمن الأشكال المختلفة المتوفرة للحلويات مثل روسكا دي ميمبريلو ، (كوينس (خبز مملوء بالجبن) وروسكا دي دولسي دي ليتشي (دولسي دي ليتشي (خبز مملح)).
- فلاوتا

بان الفلاوتا (خبز البوق) هو الخبز ممدود والبديل للخبز الفرنسي.
- تورتيوجا

يكون خبز البان تورتيوجا على شكل خبز صغير مستدير مع قشرة ناعمة ، ومن ثم يُسمى تورتوغا (كلمة أسبانية بمعنى السلحفاة). فيليبي
- فيليبي هو خبز صغير مقرمش.

أطلق اسم بورتينيو كإسم مستعار لمخترعو ذلك الخبز من سكان بوينس آيرس ويشبه فيليبي ولكن على اختلاف بسيط.
- مارسيلياز

سميت مارسيليا وفقا لاسم مدينة مرسيليا وتشبه زوجًا من خبز فيينا بالإضافة أن قشرة أكثر قرمشة ويتم تغطيتها بدقيق الذرة.
- بان دي ساندويتش

يعتبر البان دي سندويتش خبزًا ناعمًا مصنوعًا من العفن المُعد خصيصًا لصنع الشطائر.

## شطائر
توجد مجموعة واسعة من السندويشات في أوروغواي والتي يتم تصنيفها محليًا ضمن نوعين يسمان refuerzo (التعزيز) وساندويتش (الشطيرة) على التوالي. السندوتشات في ريو دي لا بلاتا هي خاصة ومختلفة عن تلك الموجودة في أجزاء أخرى من العالم ، يُسمى هذا النوع المميز من الشطائر ببساطة السندويشات ويُباع عادة في المخابز المحلية. لاحظ أيضًا أن هناك تمييز أسباني بين الريفيورزو والشطائر الموجودة في المكسيك أيضًا حيث تعرف بخبز التورتا والساندويتش ، وذلك يميز شطيرة الخبز في بعض الأماكن عن غيرها الشبيهة بساندويتش القطار البريطاني ، لا يظهر ذلك الفرق بشكل واضح في اللهجة الأرجنتينية حيث يتم الاختلاف ببساطة عن طريق إضافة دي ميجا (بمعنى رخيص) إلى آخر الكلمة. من الأنواع البارزة للريفيرزوس التشيفاتو، التشوربيان، والميلانيسا البان

### تشيفاتو

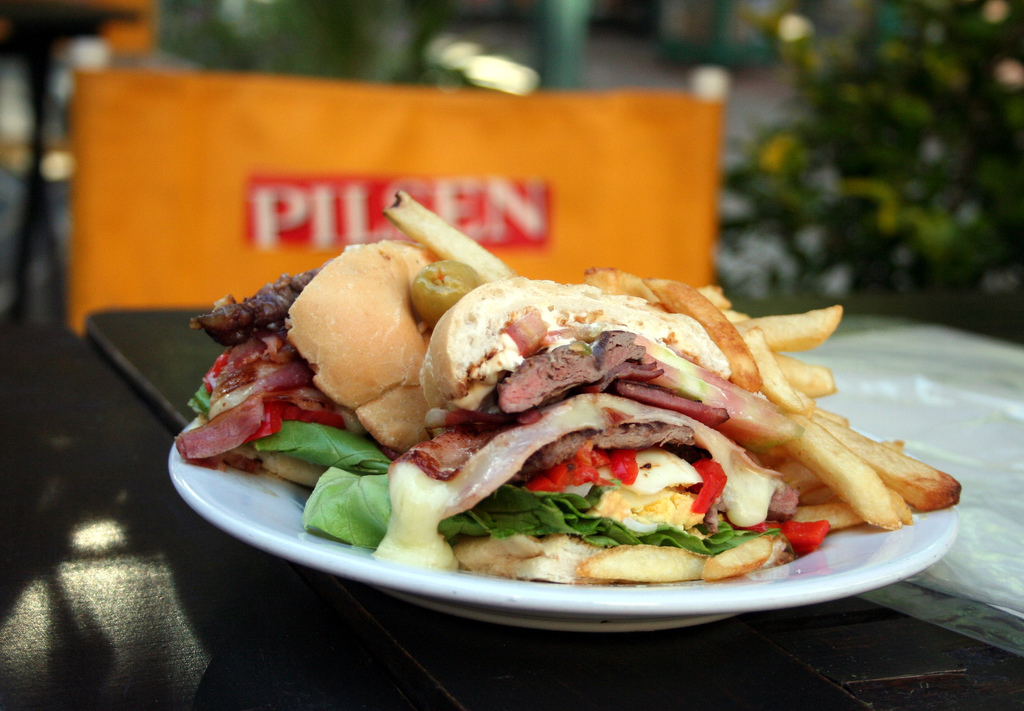
طبق تشيفاتو كامل

تشيفيتو تعني حرفياً الماعز الصغير وهو عبارة عن نوع شائع من الشطائر التي نشأت في أوروغواي ، ويأتي اسمه من رغبة غير مكتملة من عميل أراد حرفيًا لحم بقر من الماعز الصغير أو التشيفيتو .

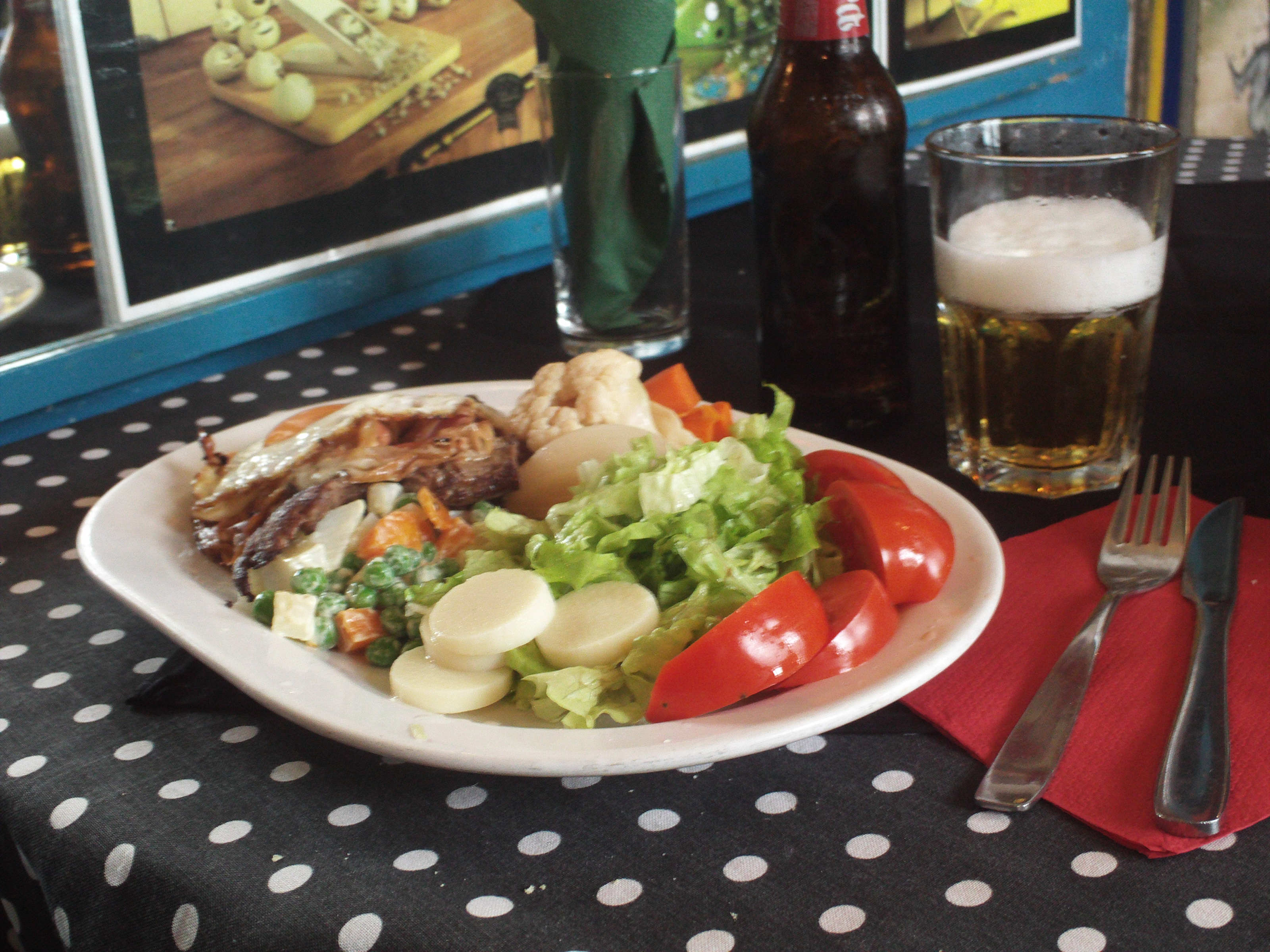
طبق التشيفيتو مع سلطة روسية، إنسلادا كريولا وقلب النخيل.

استبدلت شريحة رقيقة من سمك الفيليه كبديل للحم الماعز الصغير، حاليا فإنه غير المؤكد ما إذا كان لحم الخنزير المقدد،الموزاريلا، لحم الخنزير، البصل والبيض المسلوق، شرائح الطماطم، المايونيز، الزيتون والخبز مكمّلاً حقًا لنكهة الماعز.
المتغيرات من التشيفاتو هي ، مثل أجزاء melanesa en dos ، chivito en dos ، chivito canadiense (أضيفت مع لحم الخنزير المقدد الكندي)، chivito canadiense al plato و chivito al plato (chivito platted).
يتم تقديم شطيرة التشيفاتو الكامل مع البطاطس المقلية وعندما يتم تحضيرها في اللطبق يتم تحميصها أيضًا مع إنسالادا روسا والانسلادا كريولا.

### تشوربيان

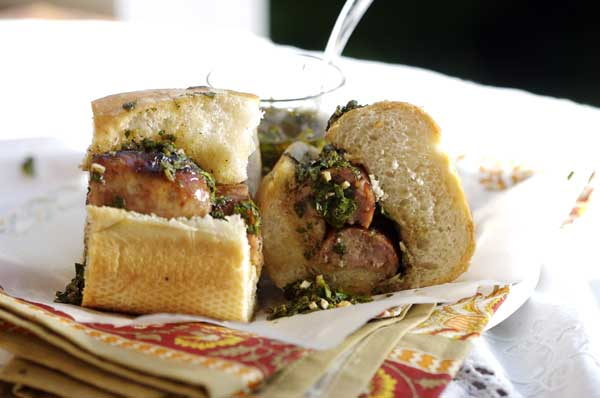

horipán ، portmanteu الأسباني للسجق (chorizo) والخبز (المقالي) يُطلق عليه أيضًا chorizo al pan (النقانق على الخبز)، وهو عبارة عن ساندويتش مصنوع من تشوريزو مشوي (يتم تقطيعه إلى النصف لتناسب)، مايونيز ، كاتشب ، طماطم ، خس ، البصل ، الخ

### ساندويتش أوليمبيكو
ساندويتش أوليمبيكو (ساندويتش أولمبيك) هو ساندويتش مشهور جدًا في أوروغواي مصنوع من ثلاث شرائح من ساندويتش بان دي ساندويتش المملوءة بلحم الخنزير ، الجبن ، الطماطم ، الزيتون والخس.

### ساندويتش كالينتي
يعد ساندويتش الكالينتي (ساندويتش ساخن) أو «التوسادو» (محمص) كما يطلق عليه في الأرجنتين نوعًا مختلفًا من الحلوى الكروكيه المكونة من شريحتين من بان دي ساجنشي ومحشوة بلحم الخنزير المقدد والجبن وتقدم محمصة .

### جيسويتاس
تتكون الجيسويتاس من طبقتين من معجنات الباف بستري المحشوة بلحم الخنزير والجبن ومغطاة بالفندان.
شوكلاته وهدايا

### Tortas fritas
التورتاس فيرتاس (الكعك المقلي) هي معجنات بسيطة ، ذات طابع نموذجي من الأرجنتين وأوروغواي والتي تحتوي على العديد من المتغيرات على طول أمريكا الجنوبية. يقال إن وصفة السوبايبيلا ، التي تنحدر منها ، هي من ما يُعرف الآن بألمانيا ، لكن العرب قد أدخلوها إلى إسبانيا في وقت الفتح.

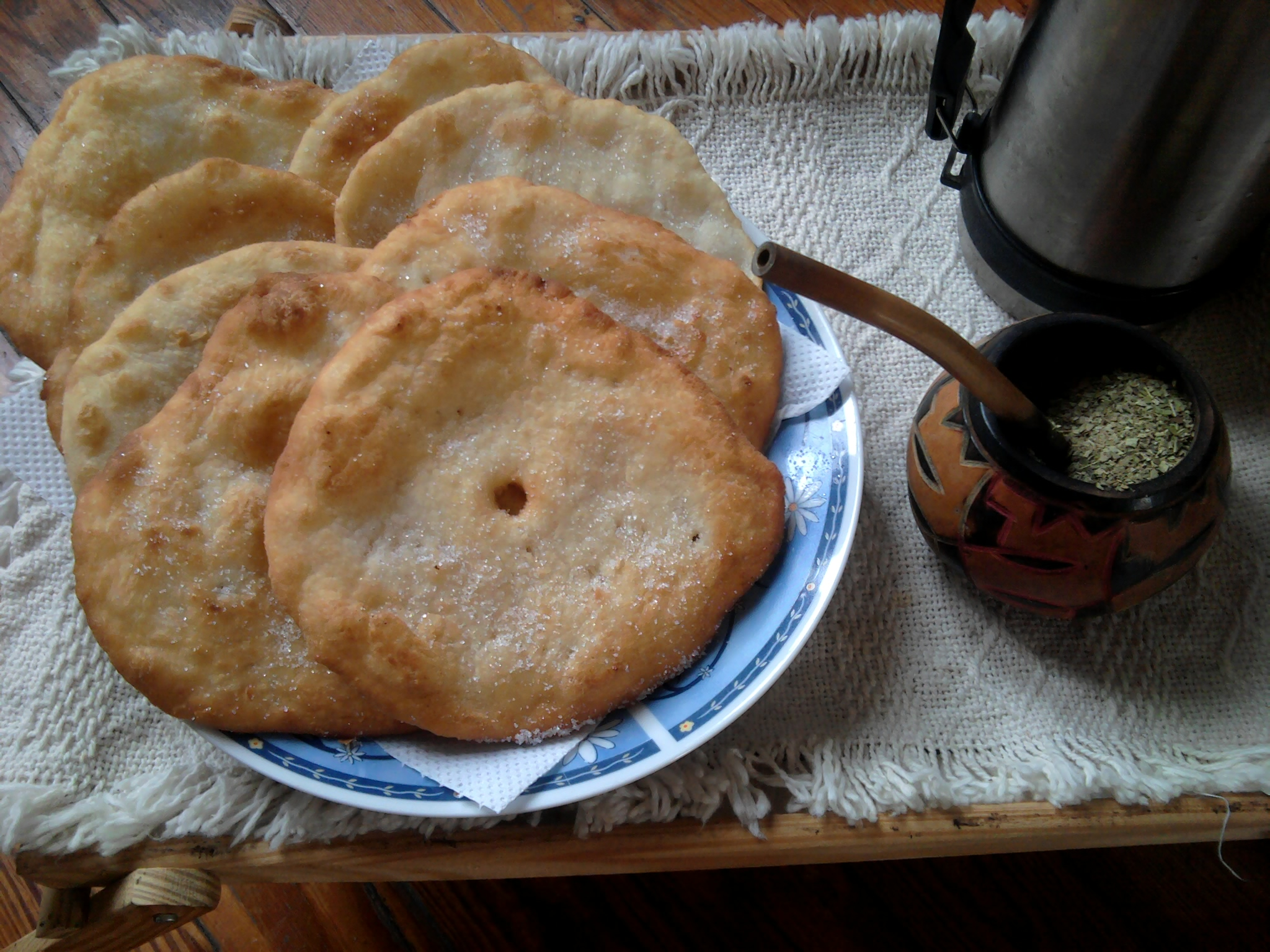

على وجه التحديد ، يتم تقطيع خبز التورتاس على شكل دائري رفيع مقلي ولكن الصفات التي تميزها بشكل أفضل هي رشها بالسكر ، وثقبها في الوسط بشكل يميزها واستخدام دهون البقر، في تكوين الخليط والقلي.
- يذكر الفلكلور أوروغواي ، عن استحباب تحضير تناول التورتاس فريتاس في الأيام الممطرة.

### بيزكوتشوس

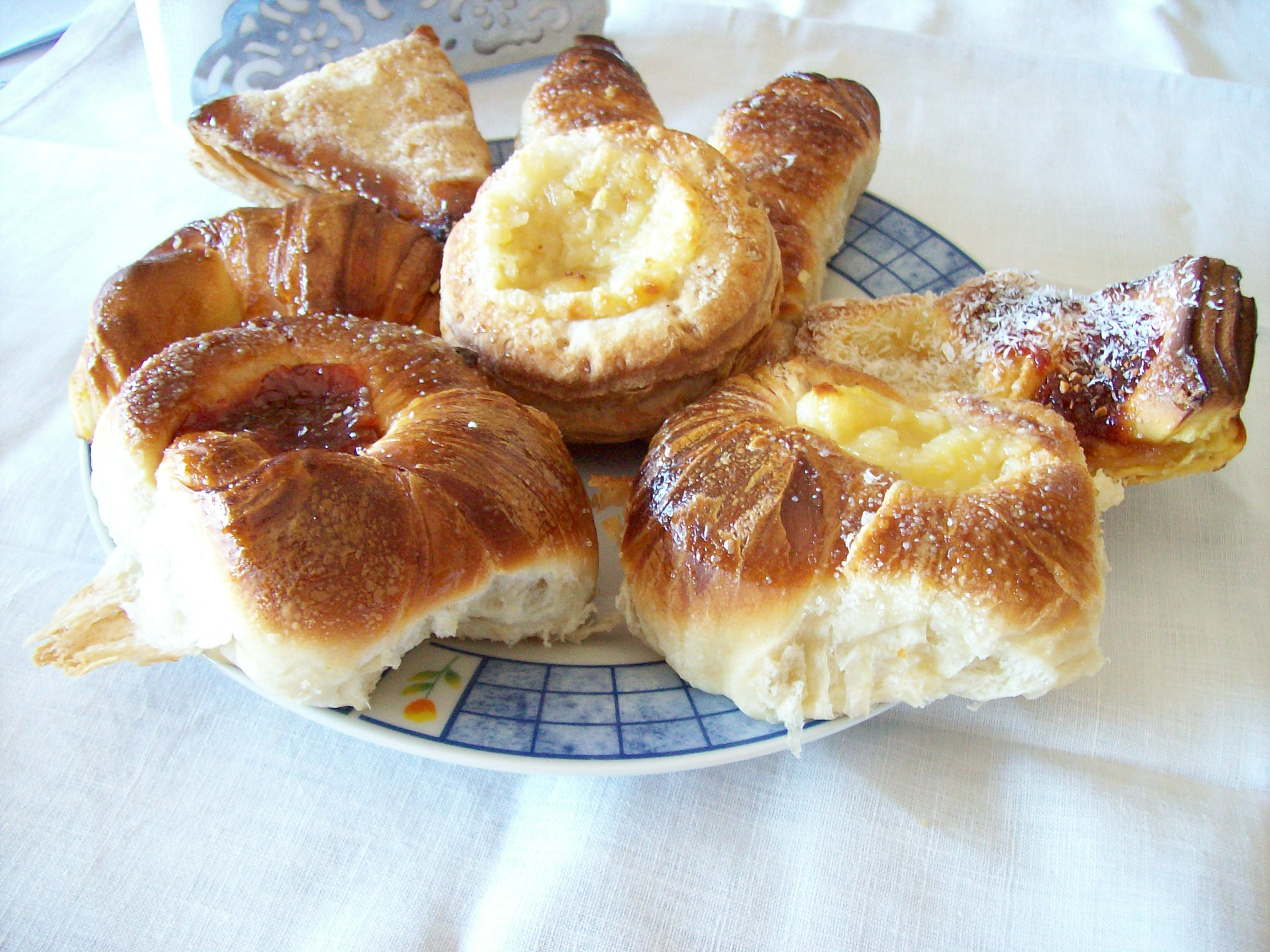
Assorted bizcochos, a buttery flaky pastry

بيزكوتشوس الأوروجواي، عبارة عن معجنات صغيرة مختلفة عن كعكة سبانيارد التي تحمل الاسم نفسه في أوروجواي تسمى بيزكوتشويلو.
يتم استهلاك البيزكوتشوس مع المتة،القهوة والشاي، فهي المعجنات الأكثر شيوعًا في أوروجواي ، وتباع بشكل شائع في المخابز المحلية.
تتعدد أنواع البيزكوتشوس ، مثل : الكرواسون، المارجاريتاس والبان كون جراسا.

### باستيل
الباستيلس (المعجنات) هي إمباناداس على شكل مثلث ، وهي مصنوعة من عجينة مماثلة لمثل التورتاس فريتاس مع الفارق باستخدام دهون البقر لنفخ العجينة. كما أن التورتاس فريتاس يتم تزيينها بالسكر بعدما يتم قليهم. تحشى الباستيلس فقط بمربى السفرجل أو دولسي دي ليتشي.
- يباع التورتاس الفريتس والباستيلس عادة في الشوارع.

### الفواخر

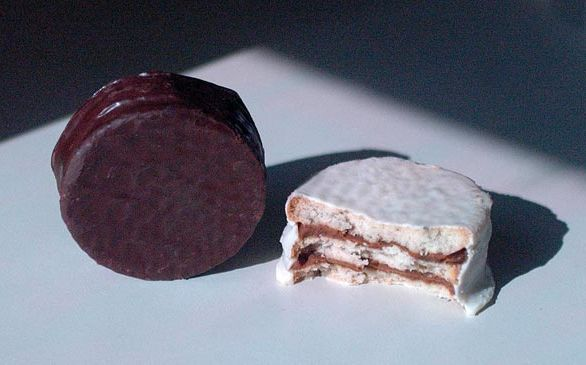
ثلاث طبقات من الفواخر المغلفة

تتألف الفواخر من عجينتين دائريتين حلوين ملصوقتان ببعضهما البعض محشوتان بدولسي دي ليتشي ومغطيتان بنوعين مختلفين: ″ شوكولاتة ″ و″nieve ″ (ثلج).
يُطلق على متغير Nieve نظرًا لجانبه الثلجي الأبيض الممنوح بواسطة غطاء المرينغ.
- يو-يو: معجنات متعددة الطبقات مملوءة بدولسي دي ليتشي ومغطاة بالشوكولاتة في النصف العلوي. وتشبه شكل اليويو.

## حلوى

### الكيك
- التشاخا (بوستري): حلوى تقدم مع المرنغ ، كعكة إسفنجية، كريم «شاجا» والخوخ. تم إنشاؤه من قبل شركة معروفة في مدينة بايساندو.
- جزيرة عائمة، وهي مكونة من بياض البيض والسكر ، ويقدم مع الزبايون.
- ماسيني: مصنوع من طبقتين من البايونو (كعكة إسفنجية رقيقة)، مملوءة بكريمة مخفوقة وتعلوها سابايوني مكرمل.
- izcocho borracho: حلوى من أصل إسباني ، إنها عجينة إسفنجية مغطاة بشراب مصنوع من الخمور

### الحلويات
- علاج شهير للغاية ، مصنوع من الفول السوداني المغطى بالكاكاو والفانيليا والسكر ، يشبه حلوى البروز الكاملة. يباع في أكياس صغيرة في شوارع وسط المدينة.
- حلوى جيلي المشمش ، وهي شهية من مدينة ميناس
- حلوى البيض المصنوع أساسًا من صفار البيض والفانيليا والسكر. إنه ذو شكل كروي قطره حوالي بوصة واحدة ومغطى بطبقة رقيقة من طلاء السكر بالكراميل الصلب. apallo en almíbar: Squash in syrup.

### بسكويت
- Churros: جاء من إسبانيا ، وهو مثل هؤلاء ، باستثناء بعض الحشوات ، مثل كريم الكسترد أو Dulce de Leche.

### Custards and ice creams

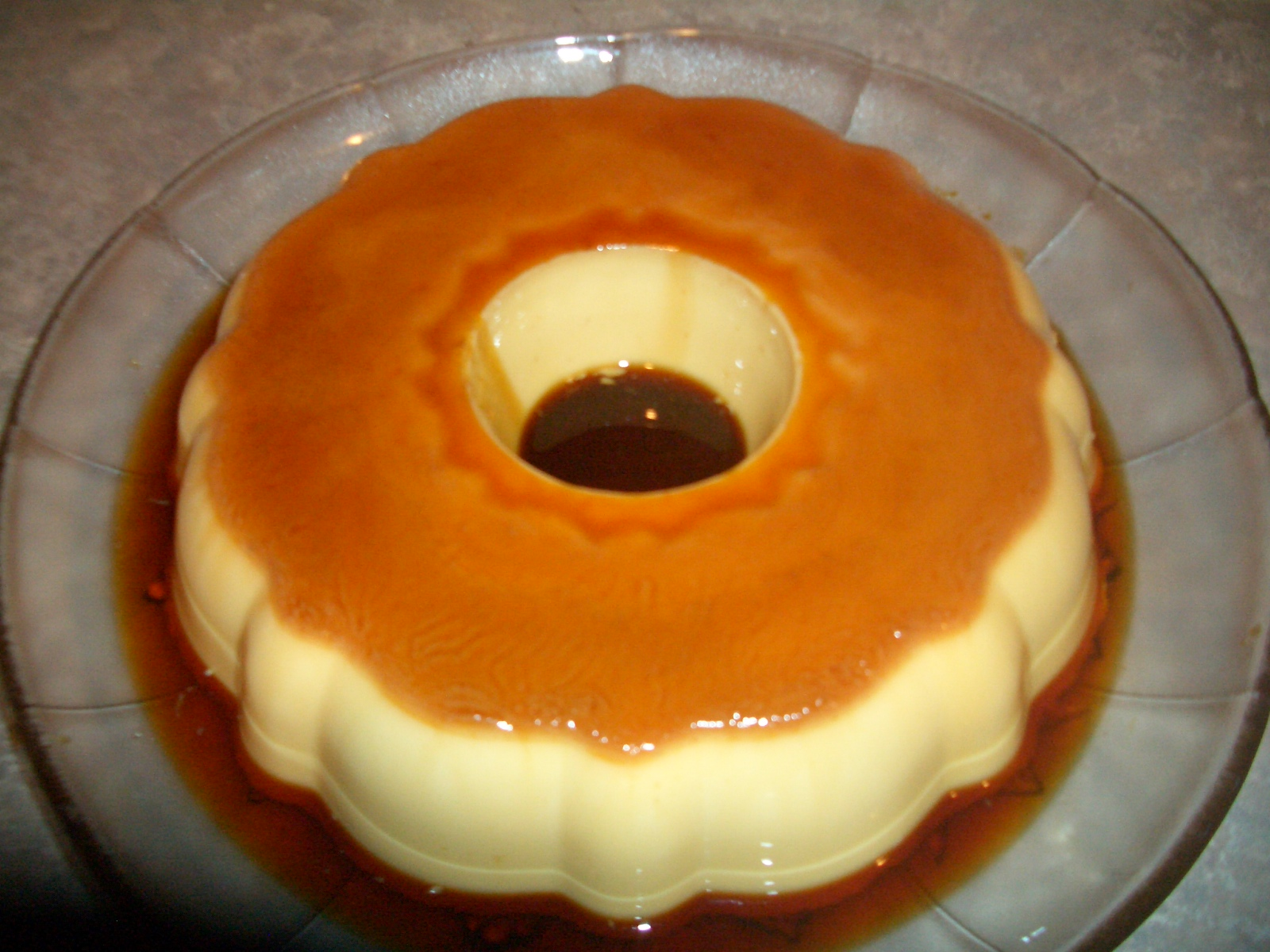
كريك كاراميل منزلي

- دولسي دي ليتشي: علاج حلو مصنوع من الحليب والسكر. يتم استخدامه في العديد من الحلويات أوروجواي.
- دولسي دي ميمبريلو: محمية حلوة تشبه الهلام
- udín inglés: باللغة الإنجليزية: «بودنغ إنجليزي». بودنغ بالفواكه والمكسرات ، تحظى بشعبية كبيرة في عيد الميلاد ورأس السنة الميلادية.
- فلان: نوع من الحلوى الغنية بالكاسترد مع طبقة من الكراميل الطري في الأعلى. على عكس كريم برلي ،
- Martín Fierro: شريحة من الجبن وشريحة من السفرجل المحفوظة (dulce de membrillo).
- ريكارديتو: إنه شائع أيضًا ، إنه علاج ممتلئ بالكريمة ، مغطى بالشوكولاتة على قاعدة وافل. له أشكال مختلفة ويباع في معظم الأكشاك في صناديق فردية.

### المعجنات
- باستافلورا: فطيرة رائعة مصنوعة من عجينة السفرجل (دولسي دي ميمبريلو).